# 63빌딩
63빌딩(영어: 63 Building) 또는 63 스퀘어(영어: 63 SQUARE)는 대한민국 서울특별시 영등포구 여의도동에 있는 마천루이다. 이전 명칭은 한화 63 시티(영어: Hanwha 63 City)이고 지상높이는 249m(해발 264m), 안테나 높이를 포함할 경우 274m(해발 289m)다. 1980년 2월에 착공하여 1985년에 완공된 초고층 건물이다. 미국의 설계 회사인 스키드모어, 오윙스 앤드 메릴 사가 설계를 맡았고, 당시 대한생명의 모기업이었던 신동아그룹(최순영 회장 재임 당시)이 건설했다.
빌딩은 건물이라는 뜻이고 처음에 건설했을 때 대한 생명 63빌딩이라는 명칭을 사용했다. 이후 정식 명칭은 한화63시티를 거쳐 63스퀘어로 변경됐지만, 63빌딩이라는 별칭으로 더 많이 알려져 있다.

## 역사

### 건설
1979년에 기공식이 있었다. 이후 1980년 2월 착공하였고 1981년 2월 14일 건축 허가가 났다. 1983년 5월 40층 이상 골조공사가 진행되고 같은 해 11월 5일에 상량식이 있었다. 1984년 7월 3일 외벽공사가 마무리되고 12월 18일 임대가 본격적으로 시작되었다. 1985년 5월에 완공되었다.

### 63빌딩과 현재
이후 1985년 7월 5일에 임시개장했고 같은 해 7월 27일에 전면개장했고 9월 30일에 준공식이 열렸다. 완공 당시 일본 도쿄의 선샤인 60빌딩을 제치면서 북아메리카를 제외했을 때 세계에서 가장 높은 빌딩이었으며, 1987년 싱가포르에 있는 OUB 센터가, 1990년 홍콩에 있는 중국은행 타워가 건설되기 전까지는 아시아에서 제일 높은 빌딩이었다. 1988년 서울 올림픽 당시 63빌딩 앞 봉화대에서 성화를 밝히면서 세계적으로 유명해졌다고 한다. 원래 신동아그룹의 대한생명 본사였으나 1997년 외환 위기로 공중분해가 되고 63빌딩의 운영 주체는 대한생명에서 한화그룹으로 넘어갔다. 2000년에는 서울세계불꽃축제가 시작되었다. 총대지면적은 21,430m2(6,483평), 연건평은 166,097m2(50,305평)이다.
리모델링은 2005년 2월에 시작했다. 63빌딩의 창문은 원래 금이었으나 안전성 확보 목적으로 외벽 유리 총 13,944장을 2단계 공사 때 전면 교체하였다. 2012년에 63빌딩 21층과 38층에 피난안전구역을 설치했고 2013년 4월에 새롭게 단장했다. 2015년 5월에는 63빌딩이 30주년을 맞이하여 63레스토랑 개관 30주년 기념 30% 특별 할인 이벤트가 있었다. 리모델링은 2016년 7월에 완료되었다.

## 건물

### 높이
63빌딩 층수는 지하 3층 지상 60층이다. 하지만 일반인이 출입할 수 없는 위층은 기계실(61F), 옥상(62F), 옥탑(63F, 헬기장, 안테나/첨탑)까지 실제로는 63층이다.
이 건물은 다음과 같은 높이를 갖고 있다.
- 안테나&첨탑 : 274m(898피트)이다.
- 해발 : 264m(866피트)이다.
- 지붕 : 249.6m(818피트)이다.
- 최상층 : 248.1m(813피트)이다.
- 건축 구조물 : 249m(818피트)이다.

- 전체 높이 : 274m.
- 구조물 높이 : 249m.
- 해발 높이 : 264m(해발 265m인 남산의 정상보다 해발 1m가 낮다).
- 시계반경 : 50km인 60층 전망대에 오르면 서울의 도심을 한 눈에 볼 수 있을 뿐 아니라 쾌청한 날이면 인천 앞바다까지도 볼 수 있다.

오랫동안 대한민국에서 가장 높은 마천루로 자리매김하였으나,
- 목동 하이페리온(256m).
- 도곡동 삼성 타워팰리스(264m).
- IFC서울(285m)
- 부산 해운대 아이파크(292m)
- 인천 송도 더샵 퍼스트월드(237m)[가],
- 해운대 두산위브더제니스 (301m).
- 포스코타워-송도(313m) 등 많은 마천루들이 건설되면서 순위에서 밀려났다. 하지만 일반인이 자유롭게 출입 가능한 건물 중에서는 세 번째로 높은 건물이다.[나]

## 특징

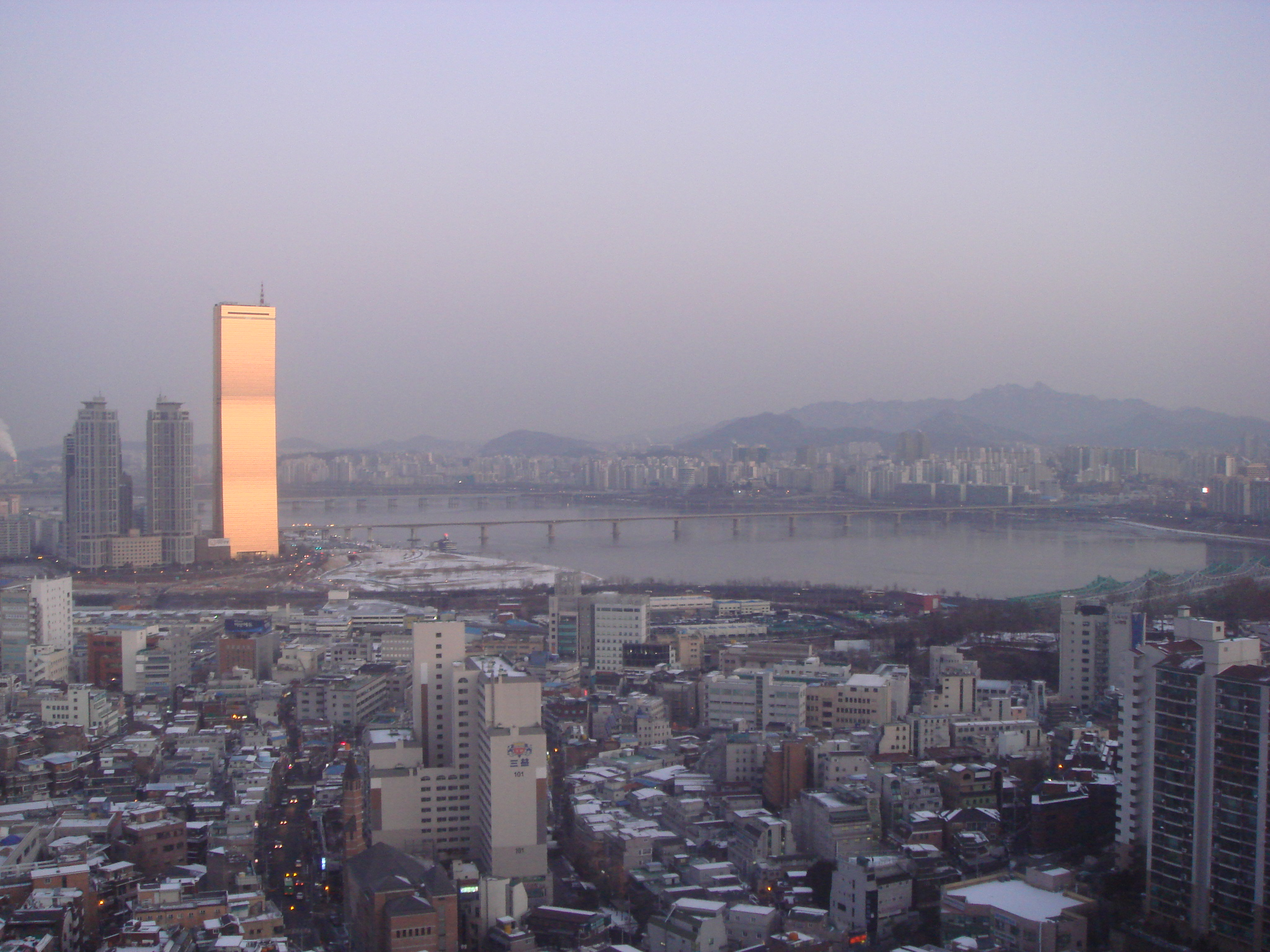
2009년에 촬영한 63빌딩.

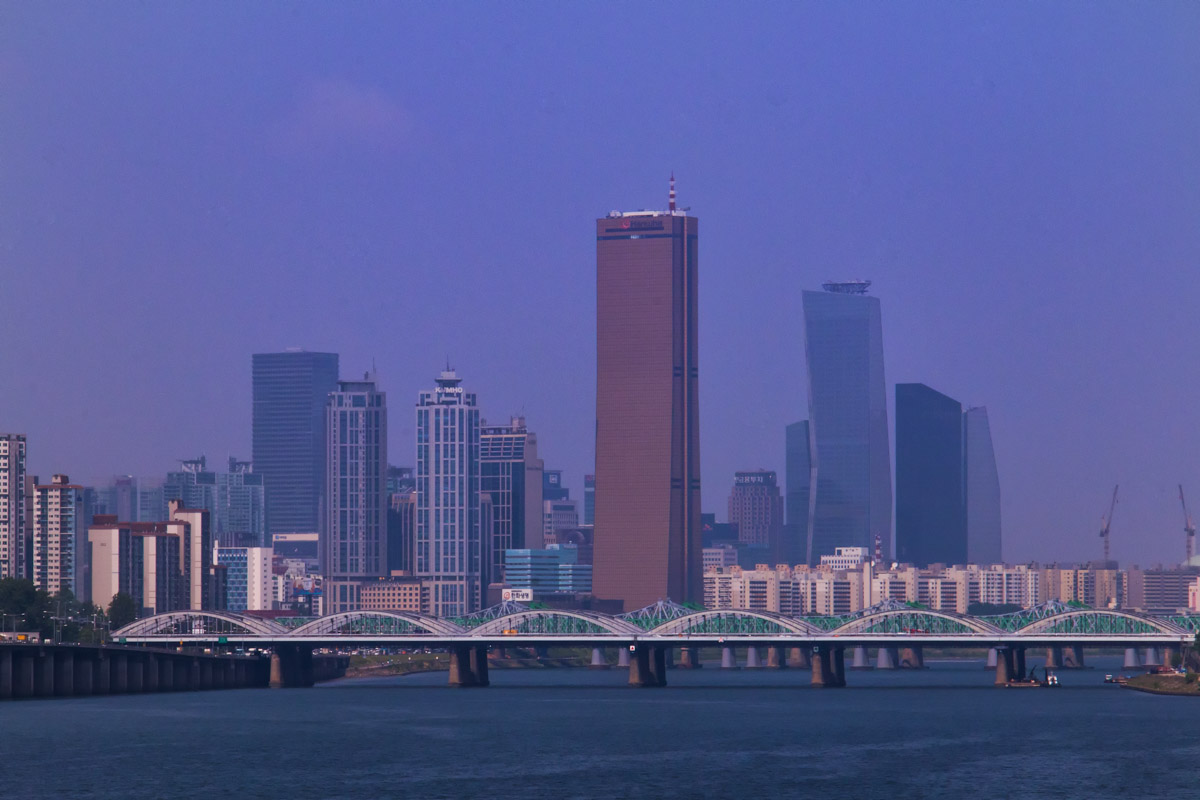
동작대교에서 바라본 여의도의 모습. 이곳에는 63빌딩을 필두로, 각종 아파트까지 한 눈에 바라볼 수 있는 이점이 있다.

### 랜드마크
63빌딩 개발 당시 대한민국 최초 랜드마크 빌딩이었다. 대한민국을 대표하는 랜드마크 빌딩, 한강과 남산 그리고 서울전경이 보이는 조망권, 지진 및 충경 내진설계에다 레이아웃을 효율적으로 설계, 출입 및 보안 등 원격 통제 시스템 완비, 빌딩내 편의시설이 다수 입점(식당, 병원, 안경원, 우체국 등)해 있다.
영문으로 된 한화(영어: Hanhwa)라는 간판이 있고 유리는 황금색이다. 대한생명 브랜드 슬로건에는 Love your life, Love your dream이라고 써져있다. 높이는 해발 265m인 남산보다 1m 낮다.
첨단 기술의 빌딩 자동관리 시스템을 도입, 건물 내의 이상이나 화재 발생 시에는 컴퓨터에 체크되어 중앙관제실과 방재 센터에서 통제하게 되어 있다. 관광용 시설로는 전망대(63골든타워), 특수 시설물로는 수족관(63씨월드), 인간의 시야를 극대화한 I MAX(24×20m의 초대형 화면) 영화관이 있다. 지하층을 포함하여 전체 높이가 63층, 249m인 건물로서 여의도와 서울의 랜드마크이다.

### 창문
- 창문으로 사용된 유리 : 총 13,516장.

또한 이 창문은 이중 반사유리로 되어 있기 때문에 반사율 45%, 투과율 17%~21%, 열에너지 절약효과 30%.
그리고 63빌딩의 유리는 황금색으로 보이는데 이는 태양의 각도와 기온에 따라 은색, 노란색, 황금색, 적색으로 변하는 특징이 있다.

### 계단
- 지상 1~60층 : 1,251개(층당 20개).

63빌딩 계단 오르기 대회는 1995년 개관 10주년을 맞이하여 대회가 열렸다. 1997년 63가족릴레이대회가 열림으로써 가을에 개최되고 혼자 또는 가족도 참여가 가능하다. 이는 63빌딩 마라톤이라고 한다.

### 하루평균 유동인구
- 사무실, 주방, 기계실 등에서 매일 근무하는 사람 : 약 1만여 명.
- 관람, 식사, 상업 목적으로 63빌딩을 방문하는 사람 : 약 2만여 명.

그러므로 하루 평균 3만여 명의 사람들이 63빌딩에 상주한다고 볼 수 있다.

### 건물 기둥
직경 4.5미터에 달하는 대형 피어 243개가 지하 45미터까지 구축되어 있어 100킬로톤(10만톤)에 이르는 건물 하중을 지탱한다.
63빌딩은 전체가 거대한 철골구조물로 구성되어 있어 일반 주택 같은 기둥은 없다.

### 엘리베이터
- 저층부 엘리베이터(1~20층 운행) : 8대
- 중층부 엘리베이터(20~36층 운행) :  8대
- 고층부 엘리베이터(36~60층 운행) :  8대.
- 전망용 엘리베이터 :  2대.
  - 기타 주차장용, 화물용, 비상용 엘리베이터 7대 등 총 37대 설치.

1985년 설치 당시의 엘리베이터하고 에스컬레이터를 설치한 기업은 히타치였으나 2006년부터 2013년까지 한국미쓰비시엘리베이터로 교체되었다.

### 소비량 & 사용량

#### 전기 소비량
- 형광등 : 34,000여 개.
- 엘리베이터 : 33대.
- 에스컬레이터 : 8대.
- 전기 · 공조 감지기 : 17,500여 개.
- 월평균 전기소비량 : 3백 70만kw 정도
- 한 달 평균 금액 : 4억 3천여만 원.

이러한 엄청난 전기소비량 때문에 1985년 63빌딩 개관 당시, 의정부시의 전기 소비량하고 유사하다는 소문이 있었다만, 사실은 당시 광명시하고 유사한 수준이었다.

#### 가스 사용량
- 월평균 330,000㎥
- 5인 가정이 한 달에 40㎥를 쓰는 것과 비교하면, 약 8,200여 가구가 사용하는 양이다.

#### 식재료 소비량(월 평균 기준)
- 쌀 : 20,520kg. 40kg 기준. 약 513가마니에 해당.
- 소고기 : 살코기만 19,200kg. 약 128마리의 정도.
- 돼지고기 : 살코기만 4,153kg. 약 104마리 정도.

### 리모델링
- 1단계: 2005년 2월 시작, 2009년 7월 완료
- 2단계: 2010년 3월 시작, 2013년 5월 완료
- 3단계: 2011년 7월 시작, 2016년 7월 완료

리모델링은 1단계 ~ 2단계에서 진행된 63빌딩 새단장 내용을 살펴보면 노후화된 설비, 고객 동선 개선, 지하 1층 MD 및 본관 로비, 별관 노후설지 교체, 옥외 조경시설 개선 등이 있다.

## 시설

### 주요 시설

#### 63아트
63스카이아트(영어: 63 Sky Art)는 지상 60층에 위치하고 있다.63빌딩은 약 540m/min정도의 초고속 엘리베이터가 있으며, 지하 1층부터 지상 60층까지 운행된다. 엘리베이터를 설치한 기업은 한국미쓰비시엘리베이터이다. 참고로 이 엘리베이터는 민간인에게 개방된 한국의 엘리베이터 중 2번째로 속도가 빠르다.
스카이아트의 이용 시간은 2014년 기준으로 오전 10시 ~ 오후 10시다. 이용요금은 어른(만 19세 이상) 13,000원 청소년(만 13세 ~ 18세) 12,000원 어린이및경로자(36개월 이상 ~ 만 12세 이하) 11,000원이다. 스카이아트에서 여의도를 보면 여의도의 아파트 단지, 서울국제금융센터, LG트윈타워, 한강 등이 보인다. 2015년 9월 14일 ~ 21일까지는 리모델링 공사로 임시 휴관하였다.  그러나 2024년 6월 30일 퐁피두아트센터로 공사로 인해 전망대가 문을 닫는다.

#### 63레스토랑

##### 워킹온더클라우드
워킹온더클라우드(영어: Walking On The Cloud)는 지상 59층에 위치하고 있다. 가든 레스토랑, 와이 & 위스키 바, 로맨틱, 프로포즈, 비즈니스 모임 외, 초대형 와인 셀러가 있으며 좌석 수는 레스토랑 (100석 / 룸 2실), 바 (와인바 60석 / 위스키바 50석)가 있다. 가격은 최소 49,000원에서 최대 230,000원이다.

##### 터치더스카이
터치더스카이(영어: Touch the sky)는 지상 58층에 위치하고 있다. 양식당이며 고품격 프라이빗 룸, 비즈니스 모임 외, 고객 맞춤 서비스가 있으며 좌석 수는 PDR 5실 (아폴로 12 ~ 20석, 비너스 6 ~ 18석, 머큐리 / 마스 / 새턴 2 ~ 8석)이 있다. 넷플릭스의 예능 프로그램 《흑백요리사: 요리 계급 전쟁》에 출연한 조은주가 수석 셰프를 담당하고 있다. 가격은 최소 95,000원에서 최대 250,000원이다.

##### 슈치쿠
슈치쿠(영어: Shuchiku)는 지상 58층에 위치하고 있다. 이는 일본 가이세키 전문점이며 일식집이라고 하고 일본음식을 먹을 수 있다. 자연과 전통이 만난 인테리어, 스카이 스시바, 청정 제철 식재료와 프리미엄 사케가 있으며 라멘, 돈까스, 우동 등 일식을 먹을 수 있다. 좌석 수는 홀 24석, 스카이 스시바 10석, PDR 8실이 있다. 가격은 최소 7만원 대에서 최대 23만원이다.

##### 백리향
백리향(영어: Baek Ni Hyang)은 지상 57층에 위치하고 있다. 이는 중식집이며 중국음식을 먹을 수 있다. 정통 중식의 정점, 고품격 중식 연회, 섬세한 전문 서비스가 있고 짜장면, 짬뽕, 기스면, 볶음밥이 있다. 좌석 수는 홀 42석, 룸 13실 (2~12석), 연회룸 4실 (20~120석)이 있다. 가격은 최소 4만 원대에서 최대 36만원이다.

##### 63베이커리
63베이커리(영어: 63BAEKRY는 그라운드층(GF)에 위치한 베이커리 겸 카페이다. 2010년부터 약 9년간 에릭 케제르의 대한민국 1호점으로 운영되었다.

#### 63왁스 뮤지엄
63왁스 뮤지엄은 대한민국 최초 밀랍인형 박물관이다. 2015년 8월 23일까지는 영업했으나 2015년 8월 24일부터 중단되었다.

#### 63아트홀
63아트홀(구 63 아이맥스)(영어: 63 I MAX)은 영화관이다. 영국 아이맥스 영화관의 체인점이기도 한 이 영화관은 1985년 7월 27일에 개관하여 첫 작품 창공을 날아라(원제 To Fly!)를 상영하였다. 명실상부 대한민국의 최고급 다큐 영화관으로 꼽혔으나, 2012년 IFC 서울의 'IFC 몰 CGV'가 개관하고 나서부터 관객이 점차 줄어, 2015년 8월 2일 마지막 영화 갈라파고스(원작 Galapagos : Nature's Wonderland 3D)를 상영하고 나서, 2015년 8월 3일부로 문을 닫았다.

#### 아쿠아플라넷 63
아쿠아플라넷 63(영어: Aqua Planet 63)은 63빌딩의 지하 1층에 1985년부터 2024년 6월 30일까지 있었던 대형 수족관이다.

#### 사무실
일반사무실은 4∼19층, 23∼37층, 40∼53층에 있다. 나머지는 사무실 기능을 보조하는 각종 부대시설과 전망대·수족관 등 초고층건물의 이점을 상술에 이용한 관광공간을 마련한 점이 특징이다. 건물구조는 전체가 탄력성을 지녀 초속 30m 내외의 태풍이나 진도 7 정도의 지진을 만났을 때, 좌우 진동의 유연성은 60cm, 상층부가 바람에 의해 움직이는 범위는 좌우 40cm인데 이는 내부의 사람이 느낄 수 없는 흔들림이다.

### 내부 시설

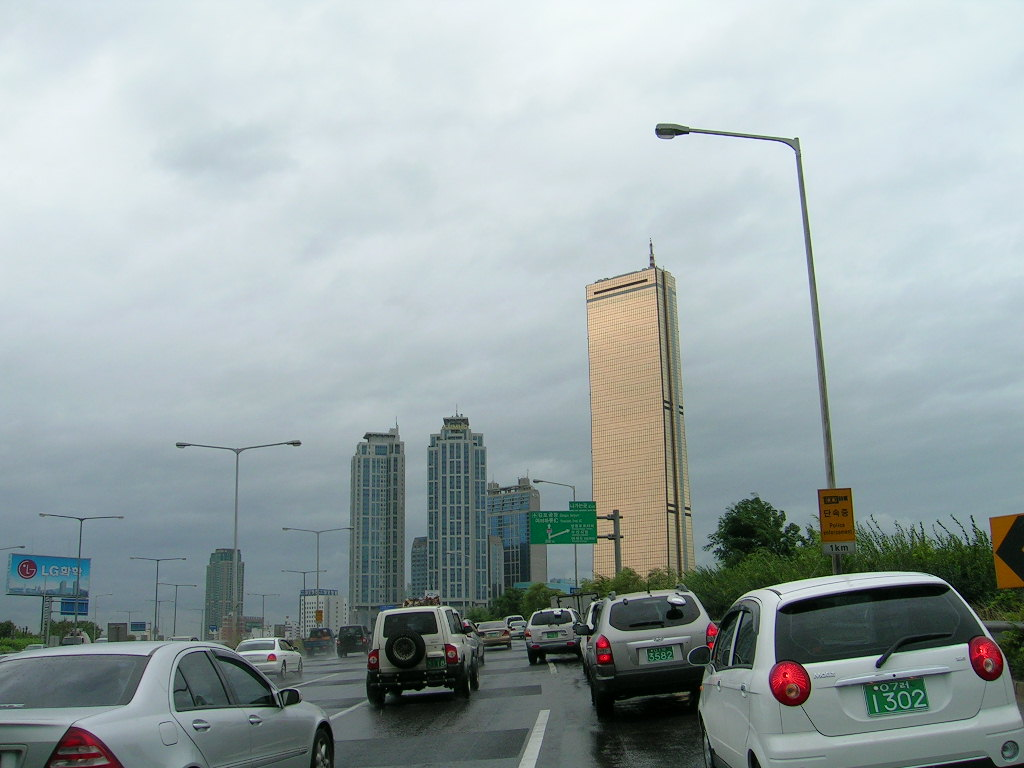
자동차에서 촬영한 63빌딩. (2000년대 중반 당시 촬영)

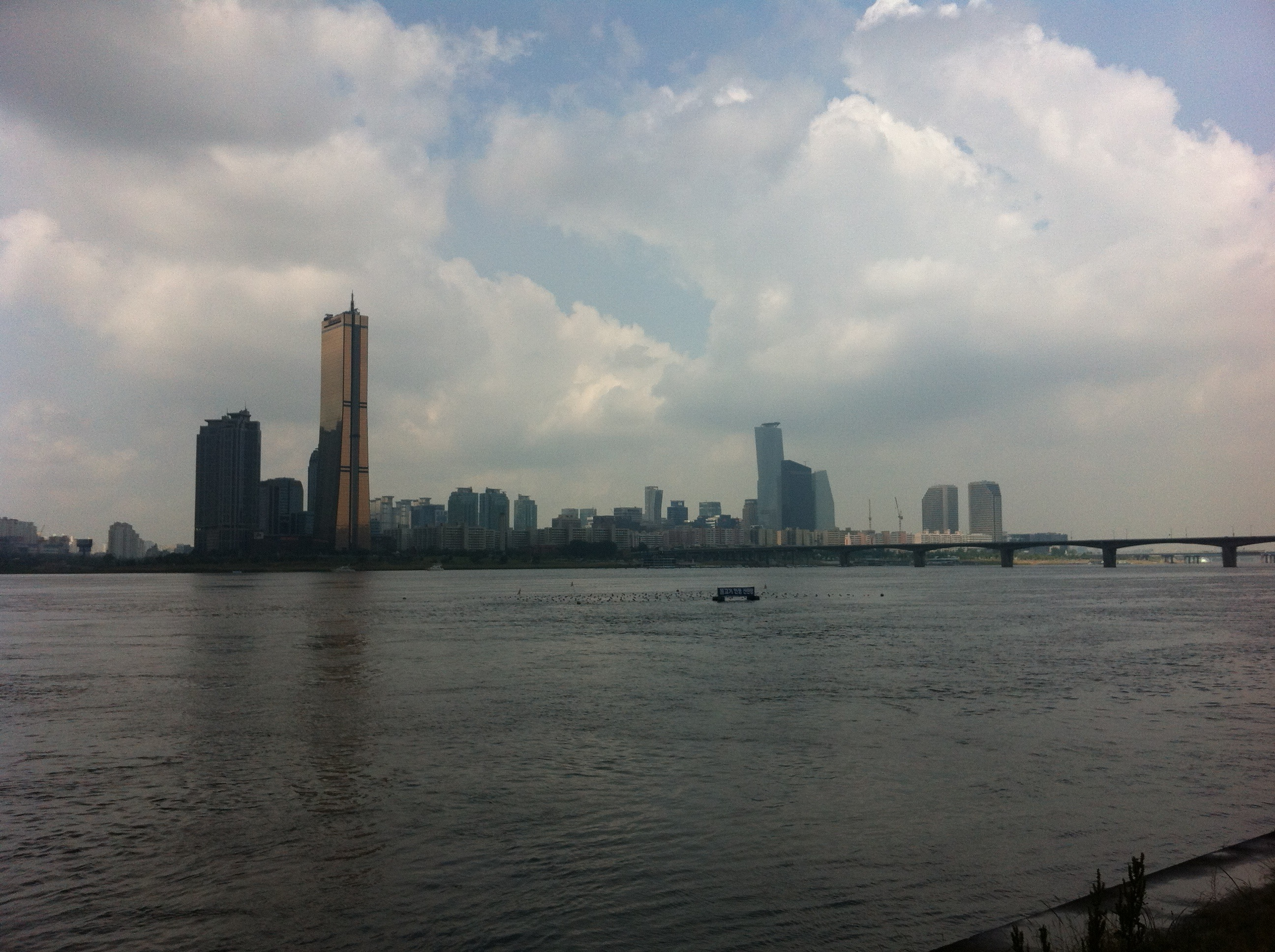
한강에서 촬영한 63빌딩.

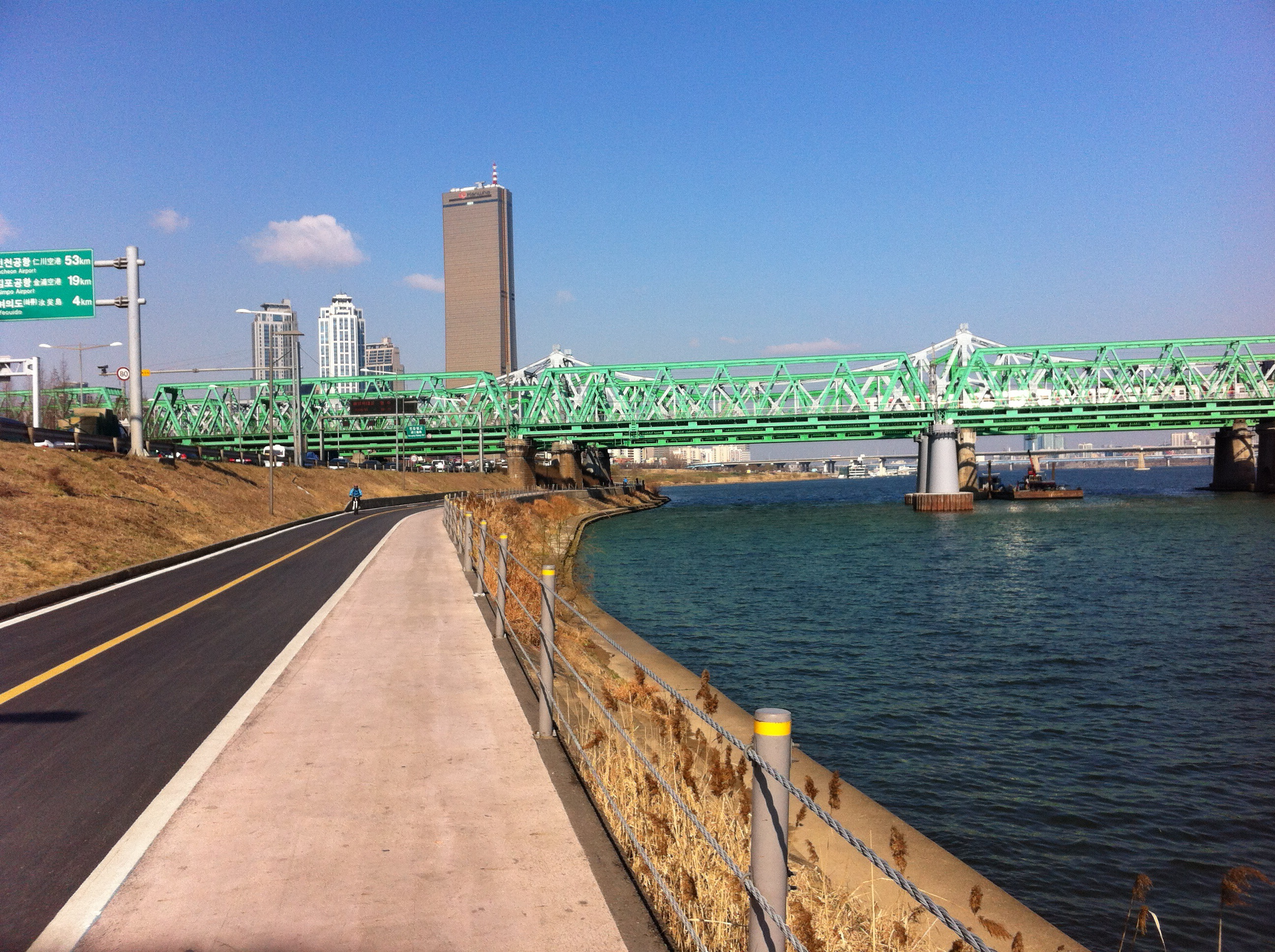
2014년 3월에 촬영한 63빌딩.

1층부터 56층까지 한화생명의 본사 겸 오피스로 채워져 있으며, 57층 ~ 59층에는 레스토랑과 60층에는 전망대가 가설되어 있다. 전망대(63 스카이 아트), 수족관(63씨월드), 아이맥스 63아트홀(63 아이맥스) 등의 다양한 편의시설들을 갖추고 있다.
2층 ~ 20층에는 저층부 사무실, 20층 ~ 36층에는 중층부 사무실, 36층 ~ 54층에는 고층부 사무실 등으로 구성되어 있다. 전체 사무실으로 구성하면 2층 ~ 54층의 사무실으로 구성된다. 60층의 스카이아트는 전망대라고 부를 수 있다. 엘리베이터는 60층(비상용 제외)까지 운행하고 61층 ~ 63층은 입주 직원만 사용하므로 일반인의 출입이 통제된다. 62층은 M61층이라고 하고 63층은 옥상이 있다. 지하주차장의 주차 대수는 1550대다.
| 층수                    | 용도                                                          |
| ----------------------- | ------------------------------------------------------------- |
| 61층, M61층(62층), 63층 | 기계실, 옥상(보안상 일반인 출입 불가)                         |
| 60층                    | 스카이아트, 스카이아트 카페                                   |
| 59층                    | 워킹 온 더 클라우드                                           |
| 58층                    | 슈치쿠, 터치 더 스카이                                        |
| 57층                    | 백리향                                                        |
| 55층 ~ 56층             | 한국신용평가                                                  |
| 53층 ~ 54층             | 고층부 사무실                                                 |
| 52층                    | 고층부 사무실, FA센터                                         |
| 50층 ~ 51층             | 고층부 사무실                                                 |
| 49층                    | 고층부 사무실, 한화인베스트먼트                               |
| 48층                    | 고층부 사무실, 한국신용평가                                   |
| 42층 ~ 47층             | 고층부 사무실                                                 |
| 41층                    | 고층부 사무실, 기술보증기금 서울지점                          |
| 39층 ~ 40층             | 고층부 사무실                                                 |
| 38층                    | 고층부 사무실, 피난안전구역, 기계실                           |
| 37층                    | 고층부 사무실                                                 |
| 22층 ~ 36층             | 중층부 사무실                                                 |
| 21층                    | 중층부 사무실                                                 |
| 12층 ~ 20층             | 저층부 사무실                                                 |
| 11층                    | 저층부 사무실, 산경M&A캐피탈                                  |
| 7층 ~ 10층              | 저층부 사무실                                                 |
| 6층                     | 저층부 사무실, NH농협은행 63시티출장소, 한국교직원공제회      |
| 5층                     | 저층부 사무실, 한국기술산업                                   |
| 4층                     | 저층부 사무실, 베이즐, 라벤더, 로즈마리, 세아지, 드림플러스63 |
| 3층                     | 저층부 사무실, 시더, 사이프러스, 주니퍼, 스프루스             |
| 2층                     | 저층부 사무실, 그랜드 볼룸, 인포메이션, 파인, 세퀴이아        |
| 1층                     | 로비, 하나은행, 한화금융플라자                                |
| 지하 1층                | 63스퀘어, 게임장                                              |
| 지하 2층                | 한화생명 건강검진센터, 주차장                                 |
| 지하 3층                | 왁스뮤지엄, 주차장, 기계실, 전기실                            |

## 논란

### 최상층 논란
63빌딩의 층수는 흔히 지상 60층, 지하 3층 등 총 63층이어서 63층으로 알려져 있다. 그런데 2012년 7월 무렵 TV 프로그램 'YTN 사이언스'의 '지식실험 Q'에서는 다음과 같이 방송을 했다.
| “ | 63빌딩은 지상 60층, 지하 3층으로 총 층수 63개 층이기 때문에 63빌딩이라는 게 널리 퍼져 있다. 그러나 이는 잘못 알려진 사실로, 63빌딩은 실제로 지상 63층, 지하 3층으로 총 66층이다. 일반인의 출입은 지하1,2,3층, 1층, 57층, 58층, 59층, 60층만 허용하고 있고,[다] 61층 이상은 관리실에서 출입을 제한하고 있다. 실제로 61층으로 올라가는 계단도 설치되어 있다.[라] | ” |
|   | — YTN 사이언스 '지식실험 Q', 2012년 |   |

그러나, YTN 지식 실험과 달리, 건물의 층수는 건축법에서 정한 기준대로 하면 설계상으로는 지상 60층, 지하 3층으로 되어있는 것이 가장 정확한 사실이다. 따라서, 건축법에서 지하층은 층수에 산입하지 않기 때문에 지상 60층이 맞다. 현재 60층 전망대는 실제로는 59층이다. 왜냐하면, 44층이 없고 43층위에는 곧바로 45층이기 때문이다. 또한, 61층을 두칸으로 나눠 61층-62층이라고 했지만 이는 건축설계층수상 1층으로 봐야 하므로 61층은 60층이 된다. 옥상에 송신탑을 받치고 있는 부분은 층수로 보지 않는다. 따라서, 63빌딩은 지상층은 총 61층중에서 44층이 빠져있기 때문에 60층이 된다. 그러므로, 63빌딩은 실제 건축법에 의한 층수로는 60층이 된다. 그런데, 63빌딩이라고 불린 이유는 1985년 5월에 완공 당시 일본 도쿄의 선샤인 60빌딩을 제치면서 북아메리카를 제외했을 때 세계에서 가장 높은 빌딩이라는 명칭때문에 실제로는 일본과 같은 60층이였지만 63빌딩이라고 부르게 된 것이다.
방송 당시 63빌딩의 건물 관계자가 개그맨 김경진과 함께 60층 스카이 아트 전망대에서부터 63층까지 계단으로 함께 오르고 61-63층은 직원들이 사용하는 건물이라고 인터뷰까지 하게 되면서 특히 많은 논란이 벌어졌다.

### 설계상의 층수 논란
그러나 일부 인터넷 커뮤니티에서 알려진 바에 따르면, 63빌딩은 설계상으로는 지하 3층, 지상 60층이다.
하지만 44층이 없기 때문에,[마] 60층인 전망대가 실제로는 지상 59층이어서 61층(실제로는 지상 60층)으로 올라가는 계단이 존재한다. 또한 61층이 61층과 m61층(62층) 두 개의 층으로 나뉘어 있고(지상 60층에 해당), 옥상에 송신탑을 받치고 있는 건물(63층)이 있다.
따라서 옥상의 건물층을 포함하여 63층이(실제로는 옥상층이 지상61층이나 44층이 없고 지상 60층이 두 개의 층으로 나뉘어 있기 때문) 존재한다고 보는 견해도 있다.[바]

## 사건 및 사고
- 1992년 3월 19일 - 지하 1층 쇼핑센터와 주차장에 화재가 일어났다. 30분만에 화재진압이 완료되었다.[8]
- 1996년 5월 8일 - 4층 옥상 냉각탑에서 화재가 발생했다.[9]

## 대중문화

### 드라마
- 1986년에 방영한 MBC 드라마 전원일기 301회에 나온다.
- 1988년에 방영한 MBC 드라마 전원일기 358회에 나온다.
- 1992년에 방영한 MBC 드라마 전원일기 592회에 나온다.
- 2005년에 방영한 SBS 드라마 마이걸의 여의도의 63빌딩이 나온다.
- 2012년에 방영한 SBS 드라마 추적자의 6회에서 좀 뜬금없이 63빌딩 층수가 화제가 되는 장면이 나오는데 총론적으로 보면 지상 60층이 맞다고 한다.[10]
- 2013년에 방영한 KBS2 드라마 미래의 선택의 여의도의 63빌딩이 나온다.
- 2013년에 방영한 KBS2 드라마 총리와 나의 여의도의 63빌딩이 나온다.
- 2014년에 방영한 투니버스 어린이 드라마 벼락맞은 문방구 시즌2 4-4화에 나온다.
- 2014년에 방영한 SBS 드라마 피노키오의 여의도의 63빌딩이 나온다.
- 2015년에 방영한 JTBC 드라마 디데이의 여의도의 63빌딩이 나온다.
- 2016년 2월 13일에 방영한 MBC 드라마 내 딸, 금사월 46회에 나온다.
- 2016년 5월 28일에 방영한 MBC 드라마 가화만사성 27회에 나온다.
- 2016년 9월 20일에 방영한 MBC 드라마 몬스터 50회에 나온다.
- 2016년 11월 23일에 방영한 SBS 드라마 푸른 바다의 전설에 나온다. 지하 1층에 63빌딩 수족관 직원인 서동원이 이 역할을 맡았다.
- 2017년 2월 16일에 방영한 KBS2 드라마 김과장 8회에 나온다.
- 2017년 3월 15일에 방영한 MBC 드라마 자체발광 오피스에 나온다.
- 2017년 5월 22일에 방영한 tvN 드라마 써클: 이어진 두 세계의 2037년 서울 일반지구가 나온다.
- 2017년에 방영한 MBC 드라마 파수꾼에 나온다.
- 2017년에 방영한 GMA 일일연속극 한국인 자기야에 나온다.
- 2017년에 방영한 tvN 드라마 변혁의 사랑에 나온다.
- 2017년에 방영한 MBC 드라마 투깝스에 나온다.
- 2017년에 방영한 tvN 드라마 드라마 스테이지에 나온다.
- 2018년에 방영한 JTBC 드라마 미스티에 나온다.
- 2018년에 방영한 SBS 드라마 훈남정음에 나온다.
- 2018년에 방영한 tvN 드라마 김비서가 왜 그럴까에 나온다.
- 2019년에 방영한 KBS2 드라마 국민 여러분!에 나온다.
- 2019년에 방영한 웹드라마 당신과 나의 거리, 63피트에 나온다.
- 2019년에 방영한 POWER MOVIE 드라마 남과 북에 나온다.
- 2020년에 방영한 SBS 드라마 더 킹 : 영원의 군주에 대한민국, 1994년 겨울 장면이 나온다.
- 2021년에 방영한 JTBC 드라마 시지프스 : the myth에 나온다.
- 2021년에 방영한 넷플릭스 드라마 오징어 게임 2화에 나오는데 버려진 장소를 알려주는 역할이다.
- 2021년에 방영한 넷플릭스 드라마 고요의 바다에 나온다.
- 2022년에 방영한 ENA 드라마 이상한 변호사 우영우에 나온다.
- 2022년에 방영한 JTBC 드라마 재벌집 막내아들에 나온다.

### 영화
- 1999년에 개봉한 자귀모에 나온다.
- 2002년에 개봉한 후 아 유에 63빌딩 30층에 게임회사가 나오고 63빌딩 옥상이 나온다.
- 2002년에 개봉한 가문의 영광에 63빌딩이 나온다.
- 2002년에 개봉한 광복절 특사의 63빌딩이 나온다.
- 2006년에 개봉한 야수의 63빌딩이 나온다.
- 2006년에 개봉한 괴물의 63빌딩이 나온다.
- 2006년에 개봉한 다세포 소녀에 나온다.
- 2007년에 개봉한 그놈 목소리의 1991년의 서울이 나온다.
- 2009년에 개봉한 김씨표류기에 나온다.
- 2011년에 개봉한 수상한 고객들에 나온다.
- 2012년에 개봉한 연가시에도 나온다.
- 2012년에 개봉한 R2B: 리턴투베이스의 63빌딩의 유리가 깨지는 장면과 사무실 내부가 나온다.
- 2012년에 개봉한 타워의 타워스카이 주변에 63빌딩이 나온다.
- 2013년에 개봉한 고령화가족의 63빌딩이 나온다.
- 2013년에 개봉한 더 테러 라이브에서 범인의 표적이 되어서 폭발사고가 일어난 곳의 배경이 마포대교다.
- 2014년에 개봉한 내부자들의 63빌딩이 나온다.
- 2015년에 개봉한 어벤져스: 에이지 오브 울트론의 63빌딩이 나온다.
- 2015년에 개봉한 돌연변이의 63빌딩이 나온다.
- 2015년에 개봉한 더 폰의 63빌딩과 서울국제금융센터의 야경이 나온다.
- 2016년에 개봉한 그날의 분위기의 여의도의 63빌딩과 서울국제금융센터가 나온다.
- 2016년에 개봉한 럭키의 여의도의 63빌딩과 LG트윈타워가 나온다.
- 2017년에 개봉한 공조의 여의도의 63빌딩이 나온다.
- 2017년에 개봉한 콜로설의 여의도의 63빌딩이 나온다.
- 2017년에 개봉한 아일라의 여의도 건물들이 나온다.
- 2017년에 개봉한 리얼의 63빌딩이 나온다.
- 2021년에 개봉한 승리호의 63빌딩과 높은 건물이 나온다.

### 애니메이션
- 1988년에 방영한 달려라 하니의 오프닝에서 등장한다.
- 1990년에 방영한 영심이의 오프닝에서 등장한다.
- 1998년에 방영한 스피드왕 번개의 6화에서 스피드팀과 액션팀이 한강 둔치에서 대결할 때 배경으로 등장한다.
- 2000년에 방영한 태권왕 강태풍에 나온다.
- 2010년에 방영한 내 친구 해치에 나온다.
- 2015년에 방영한 검정 고무신의 4기 11-2화 마지막 장면에서 등장한다.
- 2019년에 방영한 심슨 가족에 나온다.
- 2020년에 방영한 갓 오브 하이스쿨에 나온다.

### 웹툰
- 2012년에 연재한 노루에 나온다.
- 2012년에 연재한 조의 영역 5화에 나온다.
- 2013년에 연재한 더 게이머에 나온다. 수수께끼의 기업인 어비스가 63빌딩 지하층에 위치하고 있다.
- 2020년에 연재한 여의도에 나온다.

### 게임
- 1994년에 출시한 왕중왕에 등장한다.
- 1999년에 출시한 심시티 3000은 언리미티드 버전과 코리아 버전의 랜드작품으로 등장한다.
- 2002년에 출시한 KOF 2002의 한국 스테이지에서 등장한다.
- 2014년에 출시한 아쿠아스토리에서 63씨월드는 게임 이벤트를 통해 구매할 수 있다.
- 2015년에 출시한 상하이 애니팡의 2017년에 업데이트된 월드투어의 에피소드 16 "세계의 중심 서울(스테이지 301 ~ 320)"에 나온다.
- 2017년에 출시한 랜드마크 시티: 도시 키우기에 나온다.

### 예능
- 2011년 7월 31일에 방영한 런닝맨 54회 보스를 지켜라에 63빌딩이 나왔고 2014년 3월 23일에 방영한 런닝맨 190회에도 나왔다.
- 2012년 11월 25일에 방영한 남자의 자격에 63빌딩이 나왔다.
- 2013년 4월 6일에 방영한 무한도전 술래잡기에 나왔지만 촬영날짜는 2013년 3월 28일이다.
- 2014년 11월에 방영한 무한도전에 63빌딩 창문청소 장면이 나왔고 2016년에 방영한 무한도전 무도리 GO에 나왔다.

### 음악
- 2015년 2월에 발매한 63빌딩의 노래는 40(포티)가 불렀다.

### 뮤직비디오
- 1994년에 발매한 여행스케치의 정규4집 타이틀곡 산다는 건 다 그런게 아니겠니 촬영장소로 사용되었다.
- 1999년에 발매한 코요태의 2집 실연 뮤직비디오 시작 부분에 나온다.
- 2010년에 발매한 싸이의 Right Now가 있다.
- 2013년에 발매한 폴 아웃 보이의 피닉스 - 엔터테인먼트다.

### 기타
- 최불암 시리즈 중 63빌딩에 대한 이야기가 있다.
- 2012년 7월에 방영한 YTN 사이언스의 지식실험 Q에 나왔다.

## 불꽃축제 및 화제

### 서울세계불꽃축제

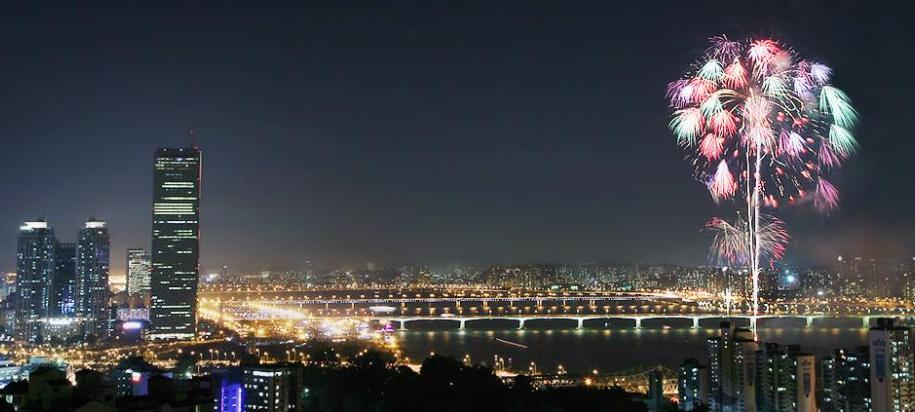
한강과 반포교, 여의도의 63빌딩은 서울과 한강의 랜드마크들이다.

서울세계불꽃축제는 2000년 이후 매년 대한민국 서울특별시 여의도에서 열리는 축제 중 하나이다. 63빌딩을 운영하고 있는 한화그룹의 주최로 열리며, 63빌딩 앞에 있는 한강시민공원 여의도지구에서 저녁 시간에 시작된다. 2001년, 2006년, 2009년은 행사가 취소되었었다.
서울세계불꽃축제가 2000년에 시작되었고 2001년에는 9·11 테러 여파로 취소되었고 2002년에는 한일 월드컵의 개최를 고려하여 행사일을 조정하였다.
10만발의 불꽃이 발사되며, 매년 100만명 이상의 대규모 인파가 운집하여 관람하는, 서울의 대표적인 축제이다. 2010년 행사에는 여의도 주행사장 약 20만명, 그 외 원효대교와 한강대교 근처, 한강공원 이촌지구 등에 약 백만명 등, 총 약 120만명이 관람한 것으로 파악되었다. 1팀당 발사 비용은 약 2억원 정도이다. 부대비용까지 포함해 한화그룹에서 지출하는 비용은 대략 70억원 정도로 알려져 있다.
발사포 내에 불꽃의 장전이 완료되면, 비가 내려도 발사가 가능하다. 때문에 우천으로 행사 자체가 취소되는 일은 거의 없다. 서울세계불꽃축제가 바로 앞 한강에서 열린다. 불꽃이 터지는 모습이 63빌딩의 표면에 이지러지며 반사되는 모습이 운치가 있다.
불꽃축제 때 VIP 한정으로, 63빌딩 중간층 오피스를 통째로 대관해서 디너쇼를 한다.

### 화제
- 2007년 - 63빌딩이 테러 당했다는 이미지가 올라왔는데 알고보니 낚시글이였다.[18]
- 2009년 - 63빌딩 해킹 동영상이 인터넷에 올라온 적이 있다. 주인공은 슈퍼키드로 추정된다.[19]
- 2012년 - 63빌딩 옥상의 비밀에는 무기를 들고 있는 군인이 있고 방공포대가 보인다.[사][20]

## 갤러리

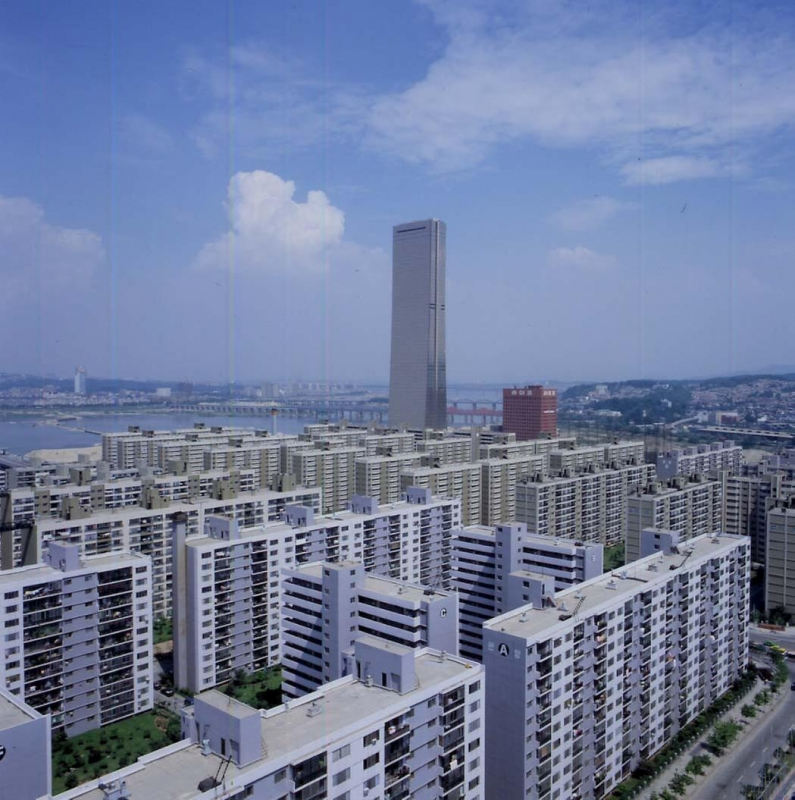
1984년 당시의 모습
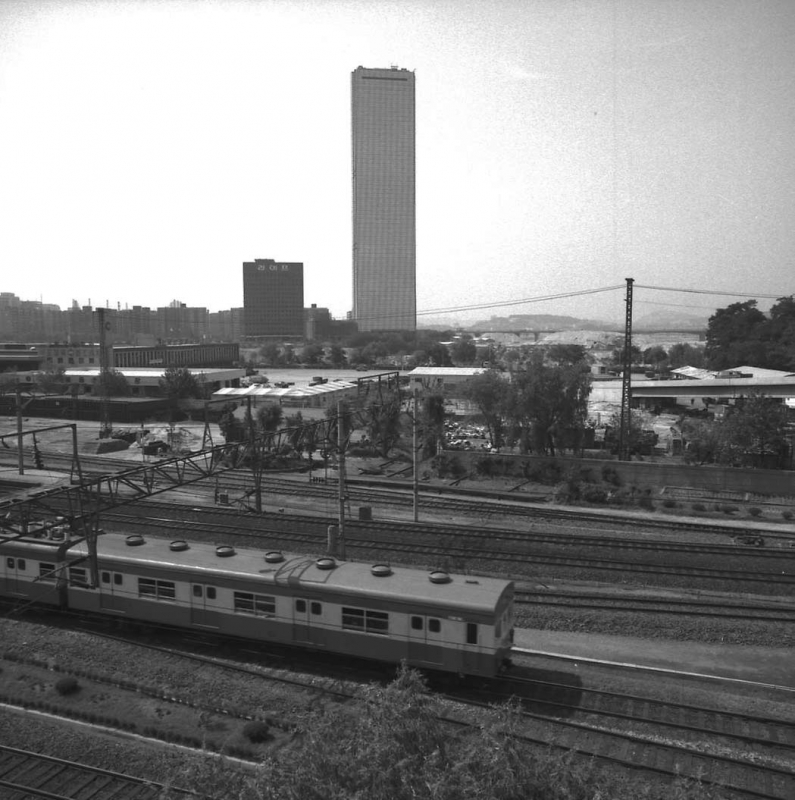
1984년 당시의 모습
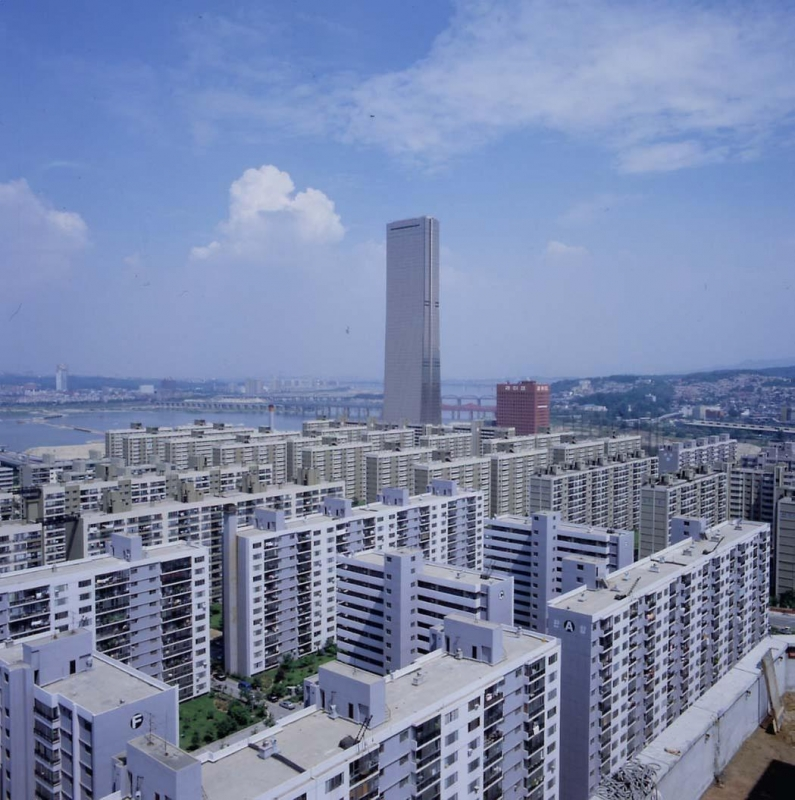
1984년 당시의 모습
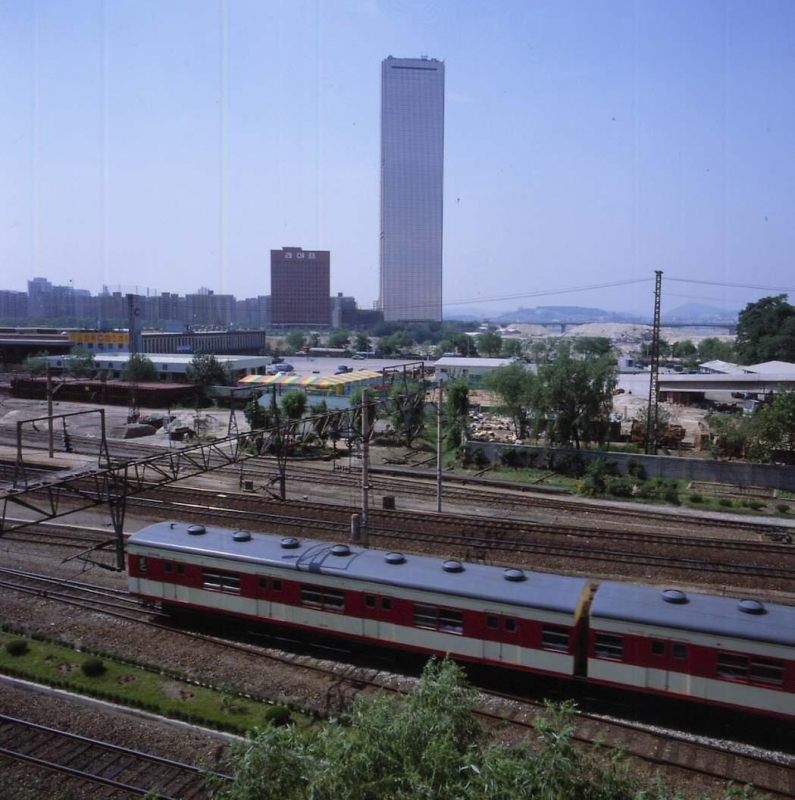
1984년 당시의 모습
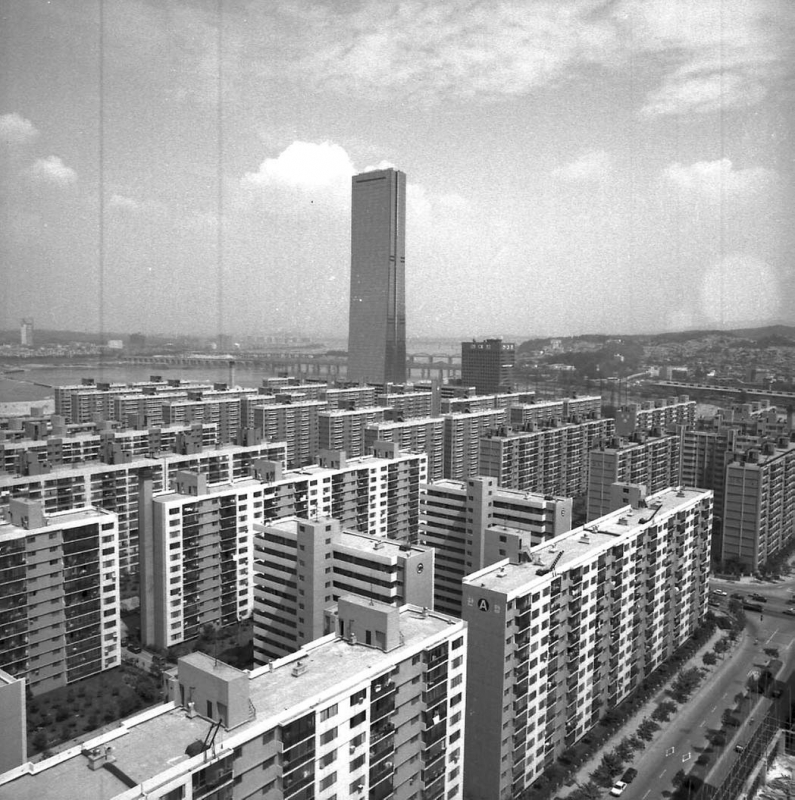
1984년 당시의 모습
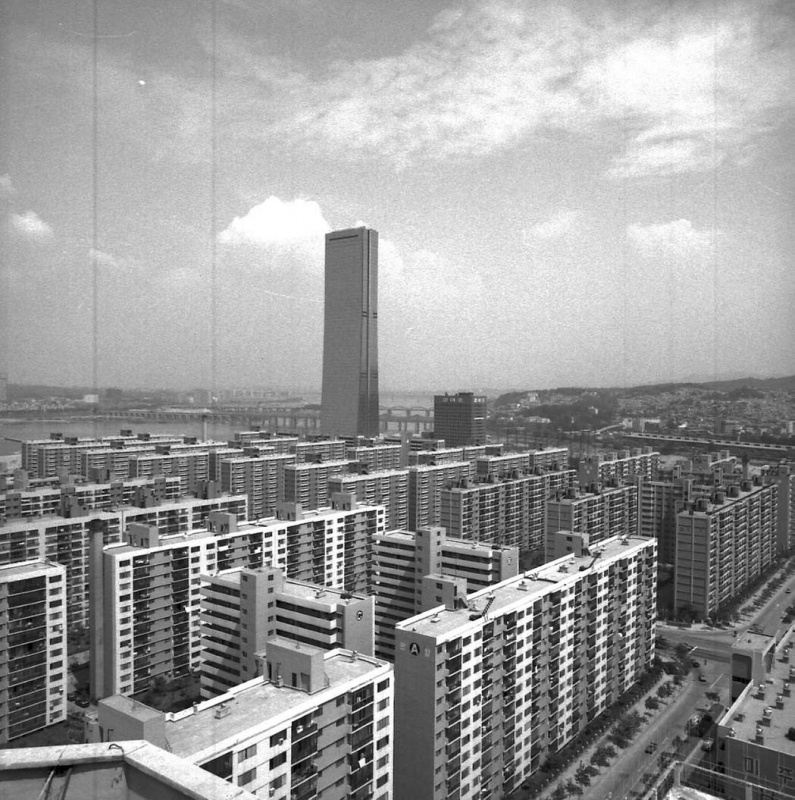
1984년 당시의 모습
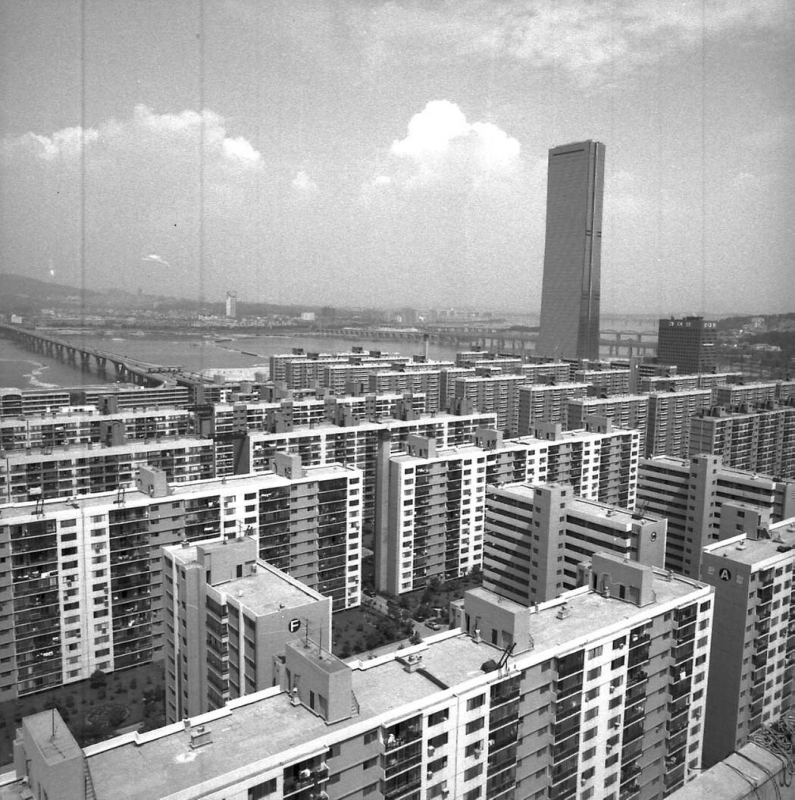
1984년 당시의 모습
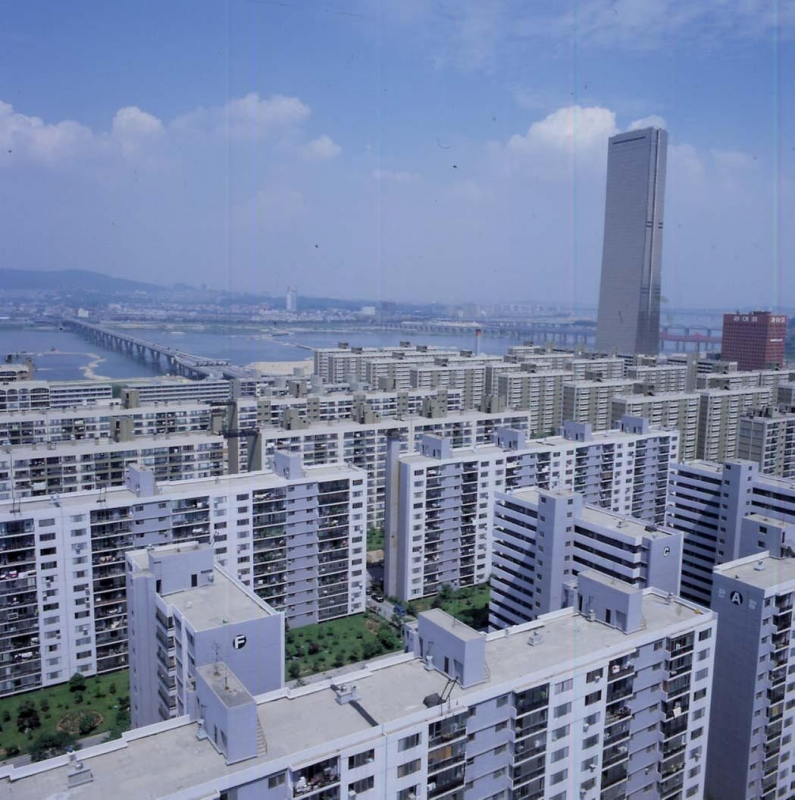
1984년 당시의 모습
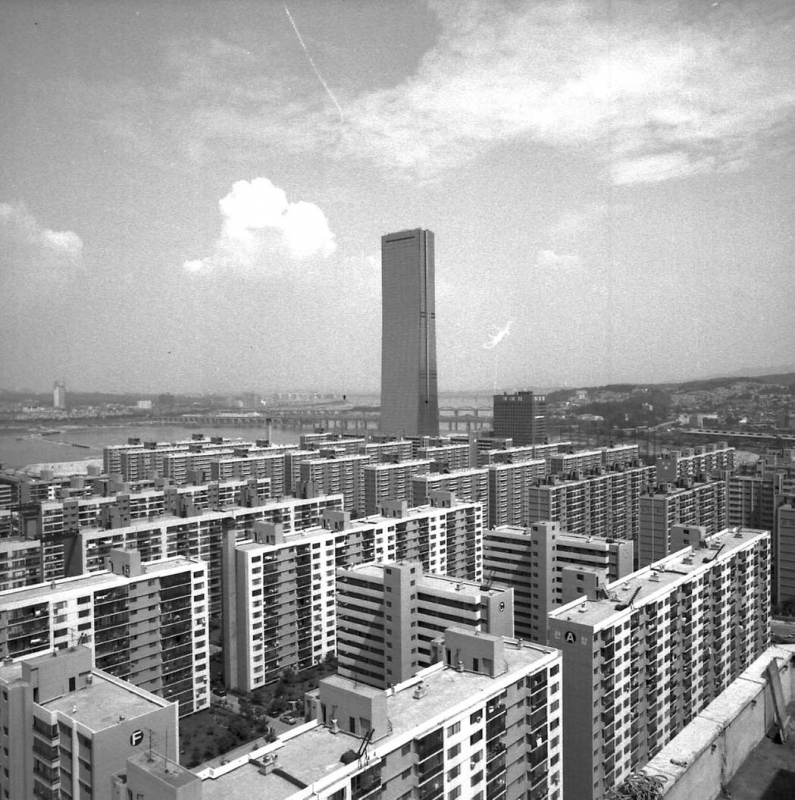
1984년 당시의 모습
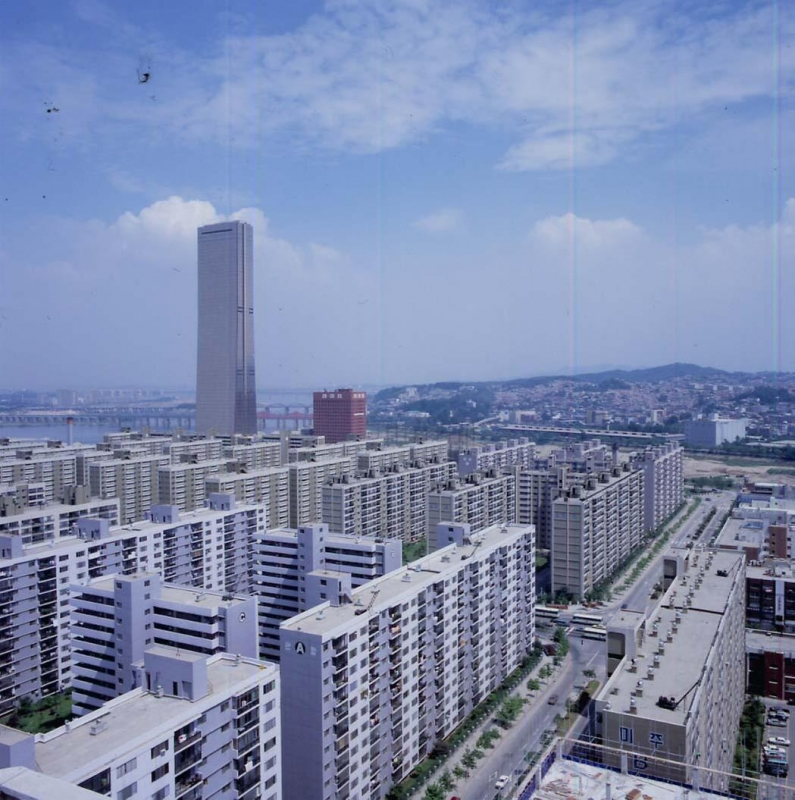
1984년 당시의 모습
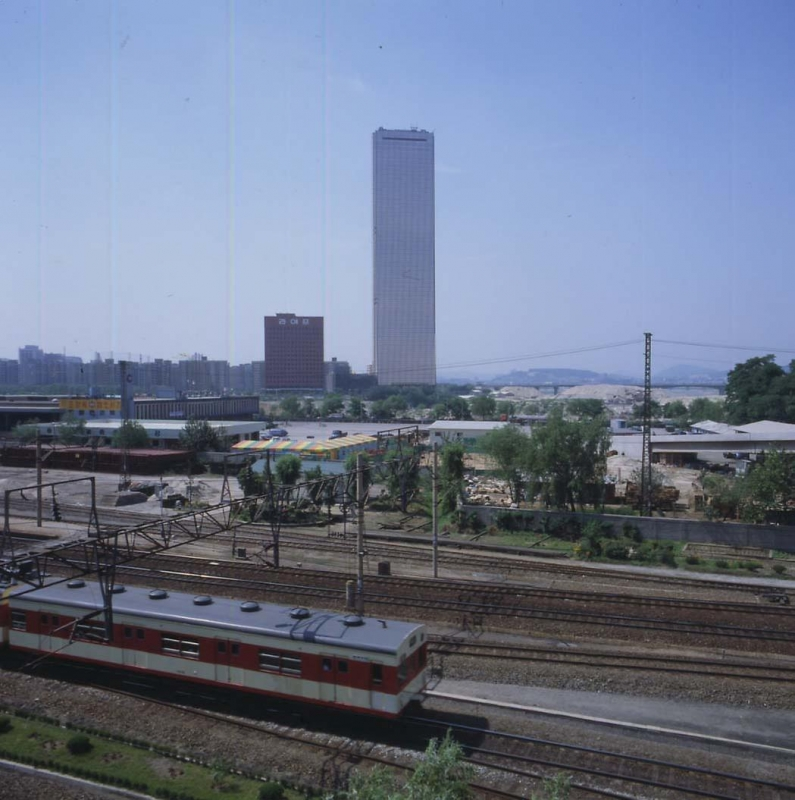
1984년 당시의 모습
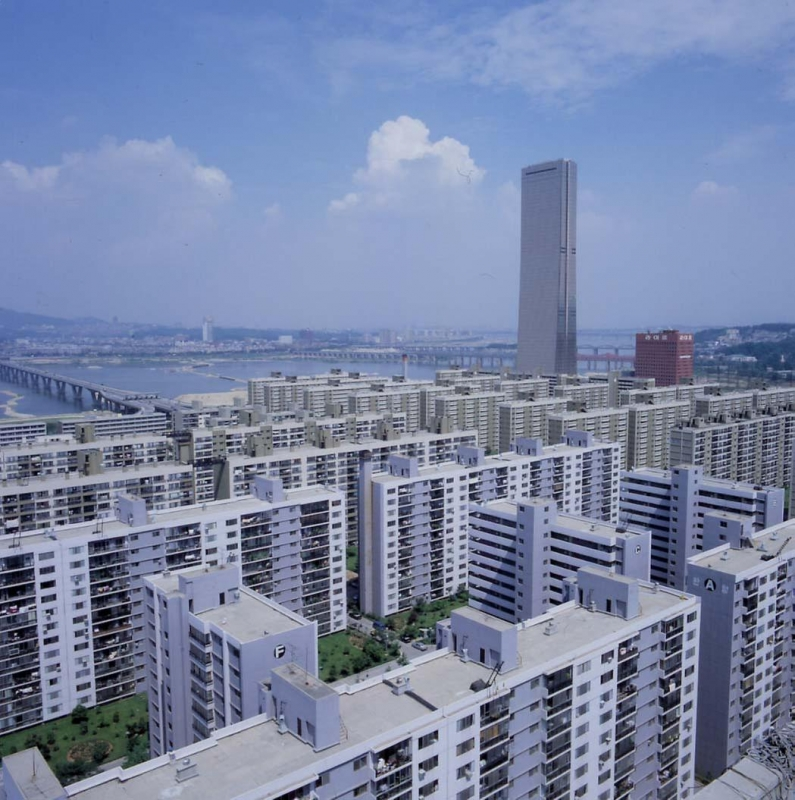
1984년 당시의 모습
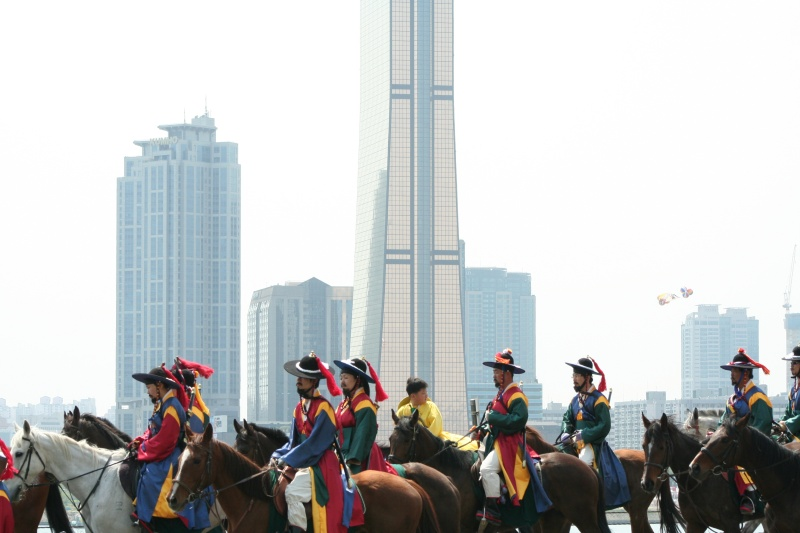
2007년에 촬영한 63빌딩
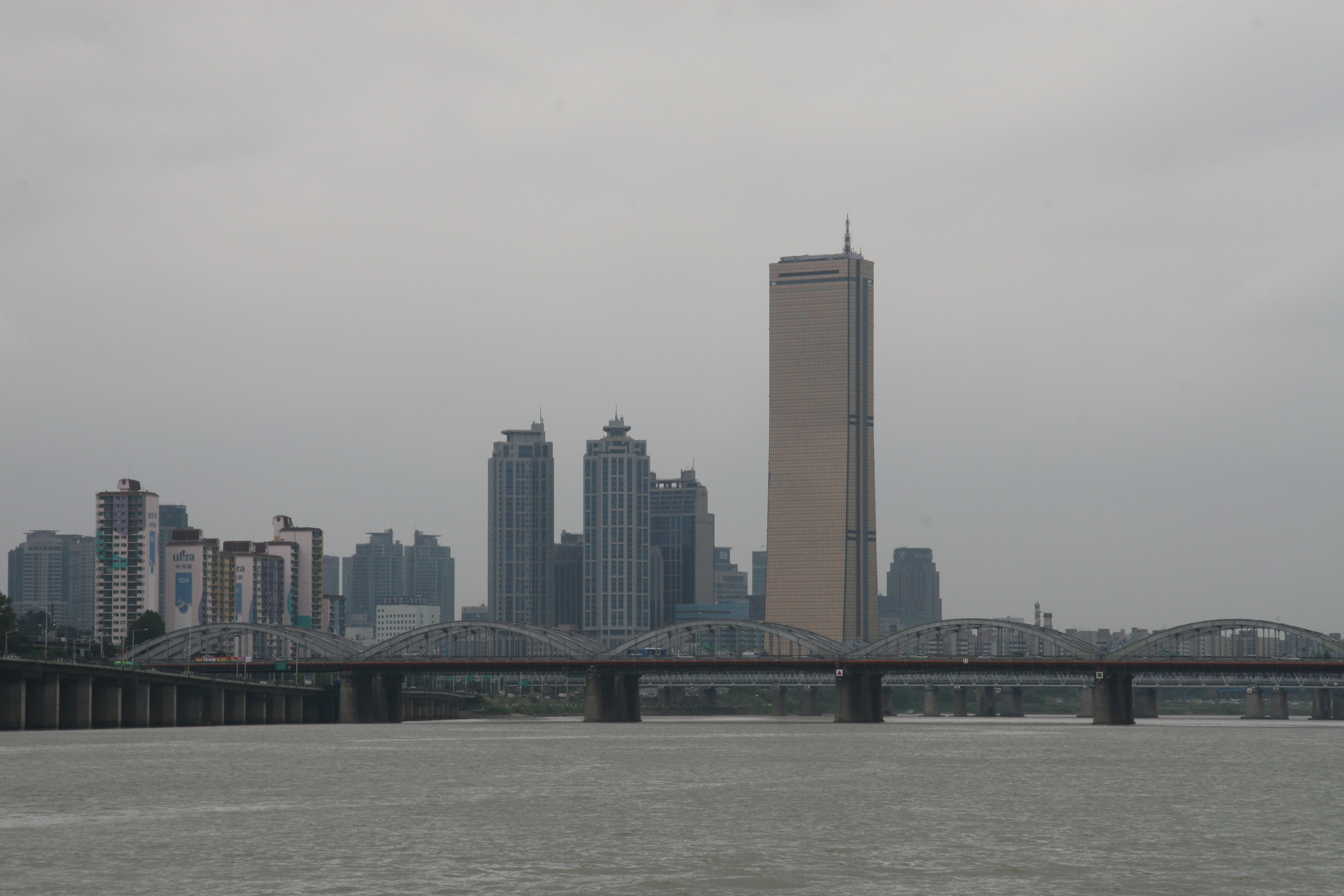
2007년에 촬영한 63빌딩과 리첸시아 타워
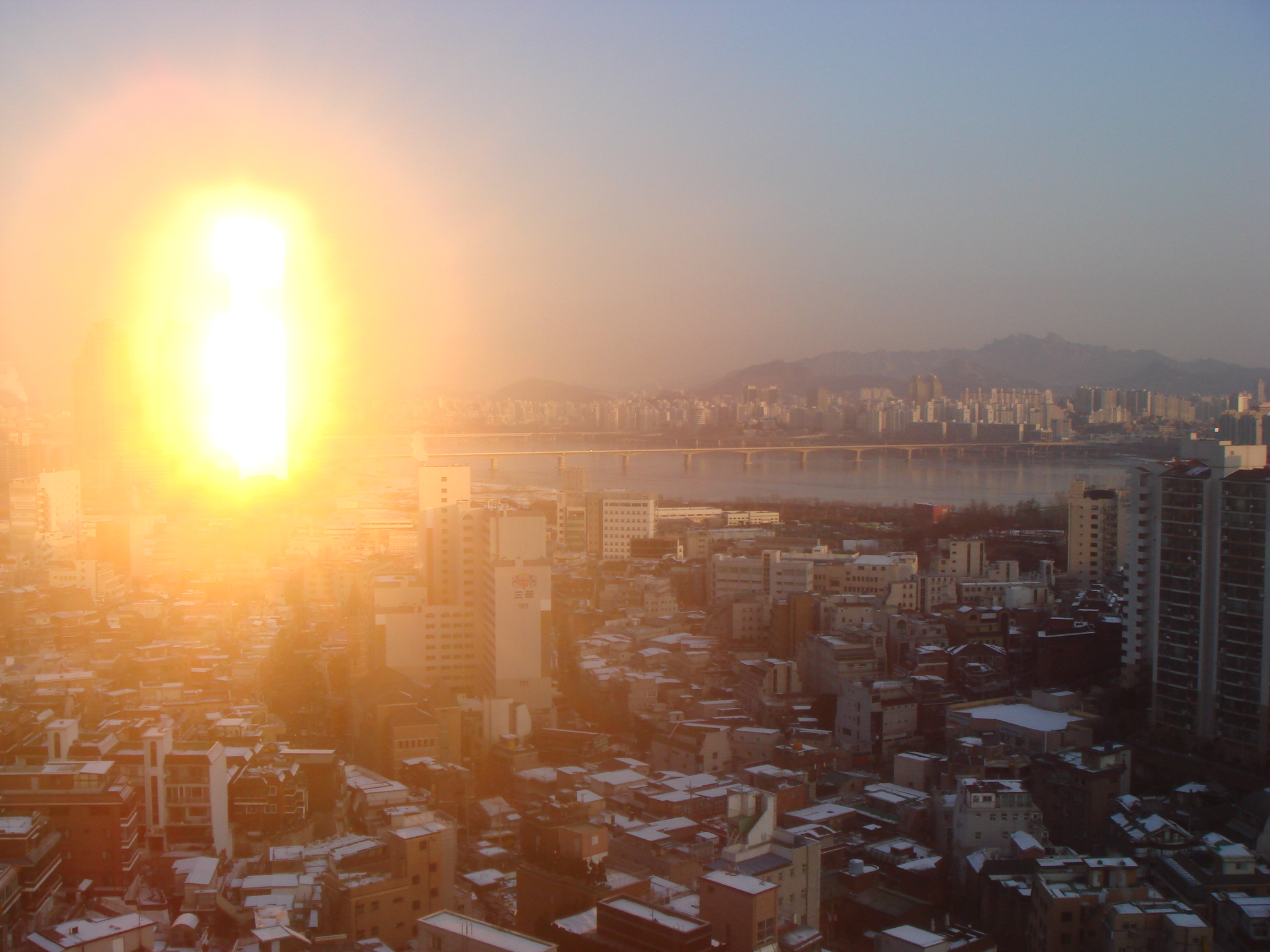
2010년에 촬영한 63빌딩. 여의도의 아침
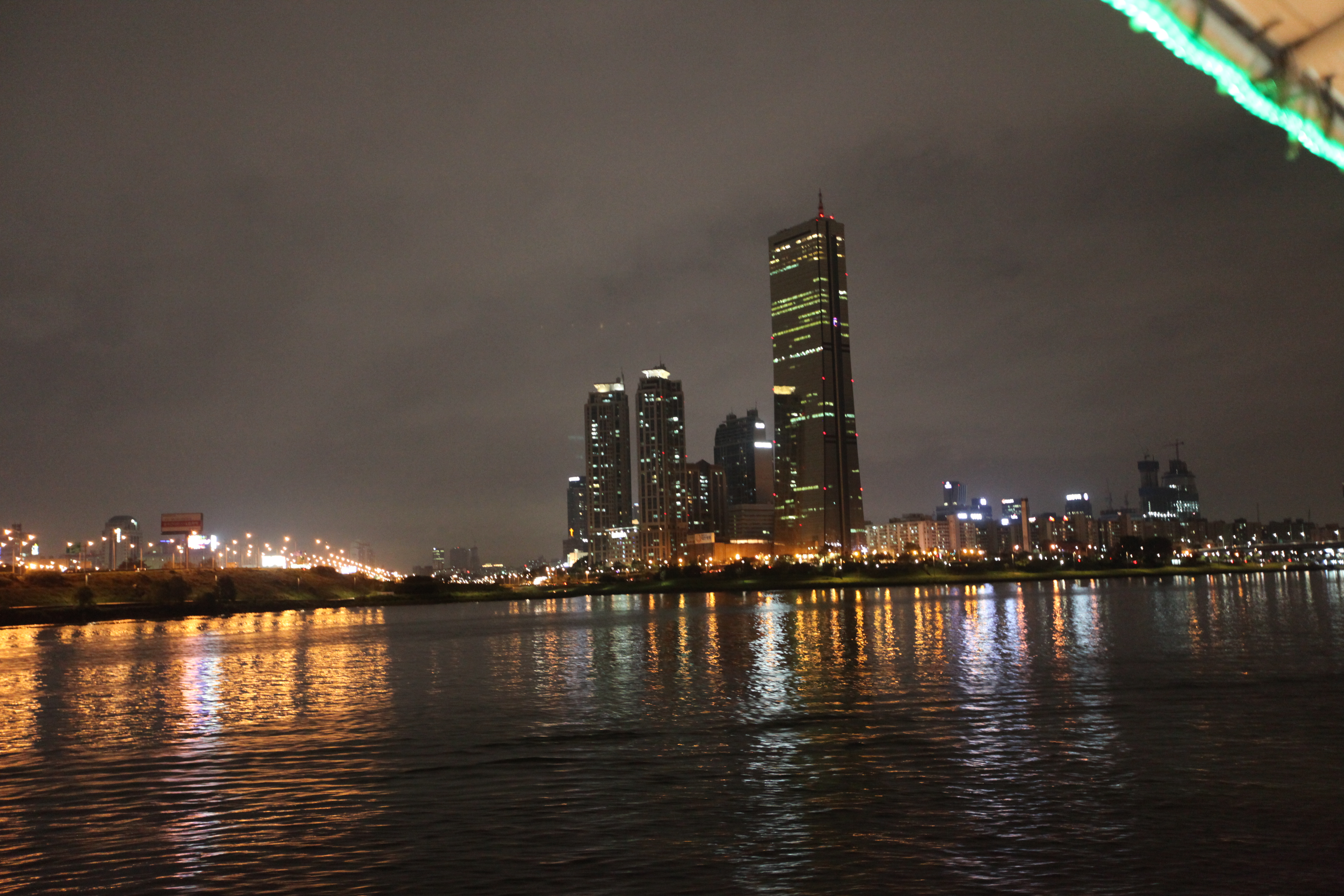
2010년에 촬영한 63빌딩의 야경
밤섬에서 본 63빌딩과 LG트윈타워 (1)
밤섬에서 본 63빌딩과 LG트윈타워 (2)
한강철교에서 본 63빌딩
63빌딩과 공사중인 서울국제금융센터
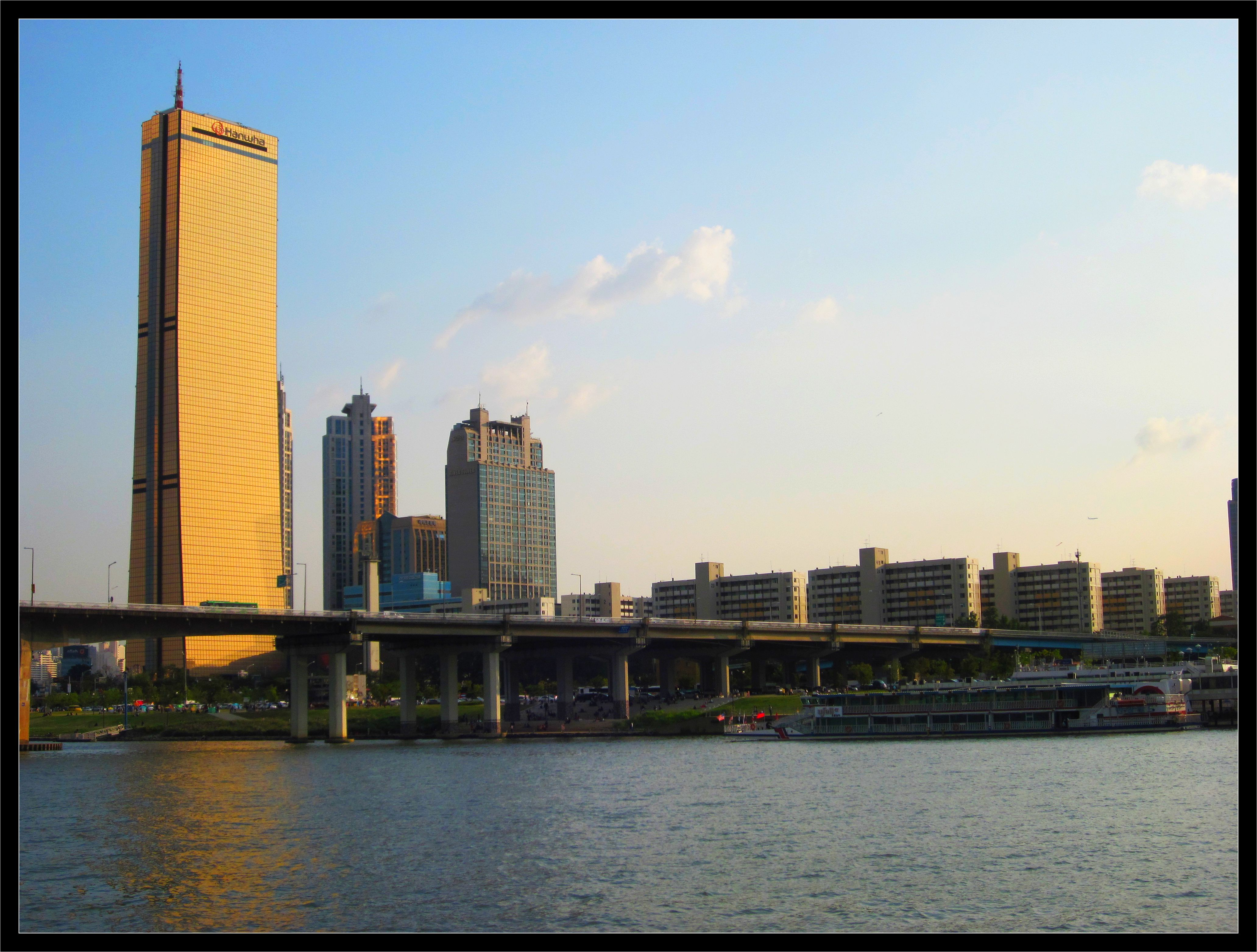
2012년 10월 1일
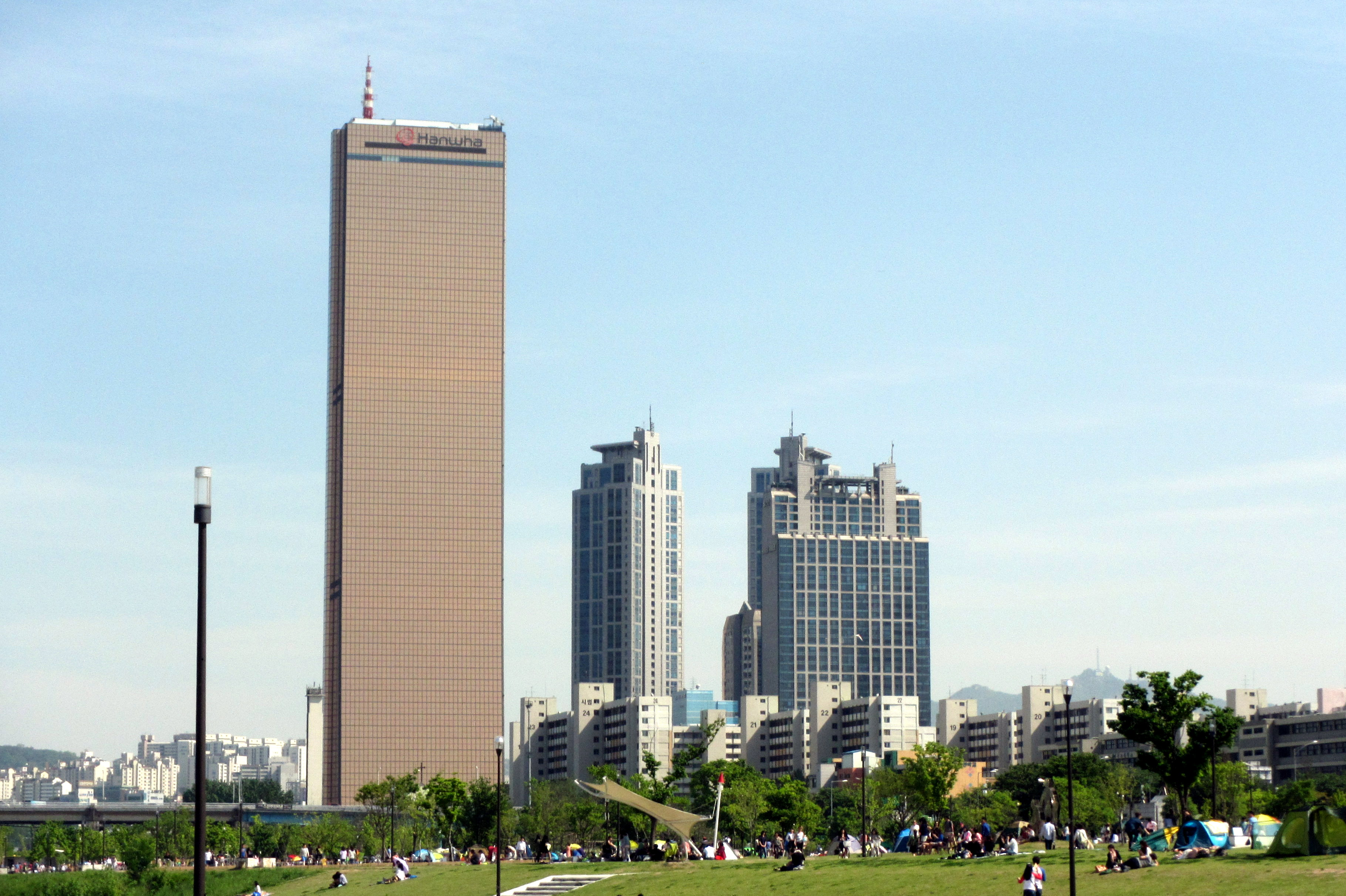
2013년 5월 17일
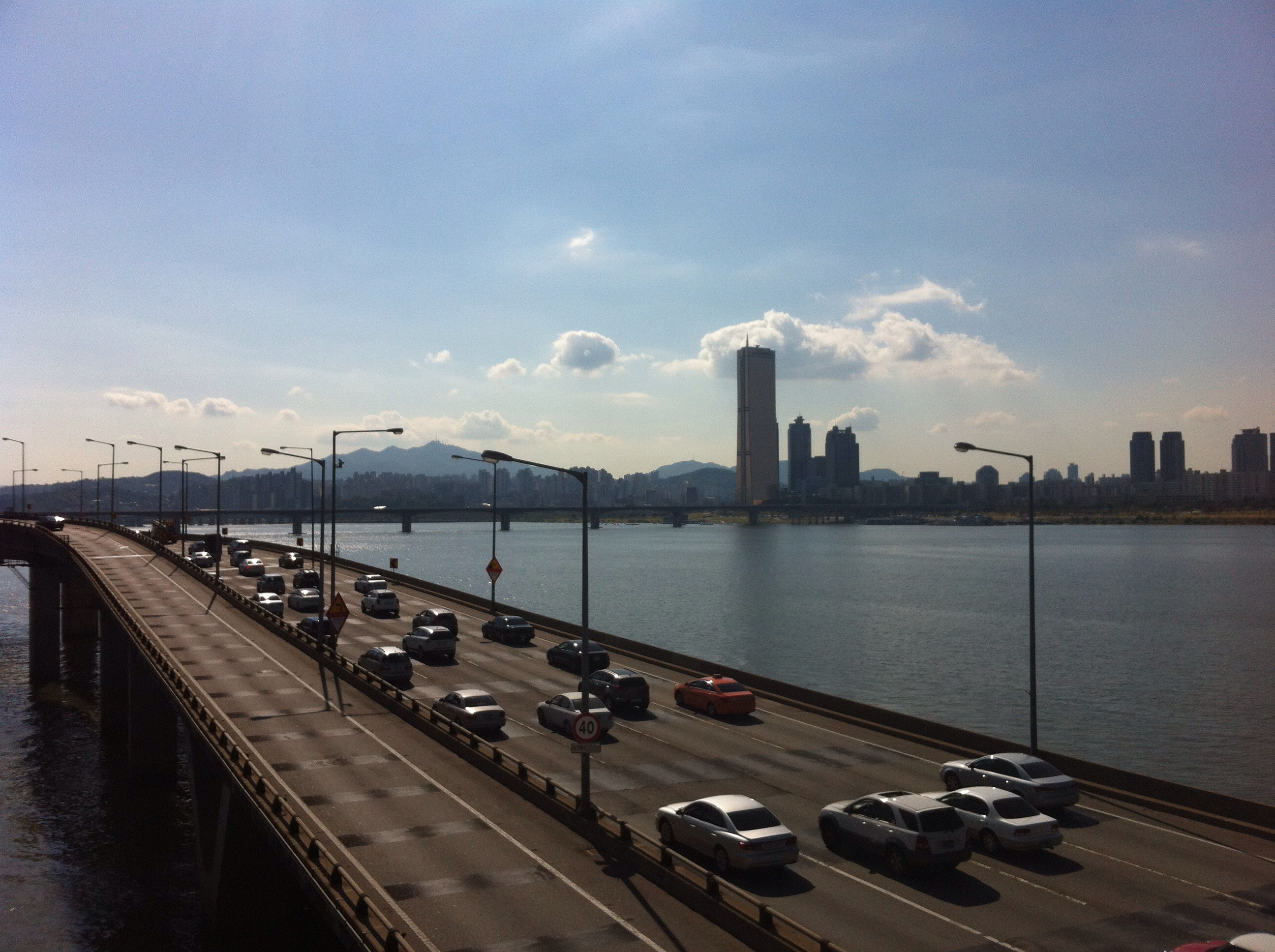
2013년 10월 20일에 촬영한 63빌딩
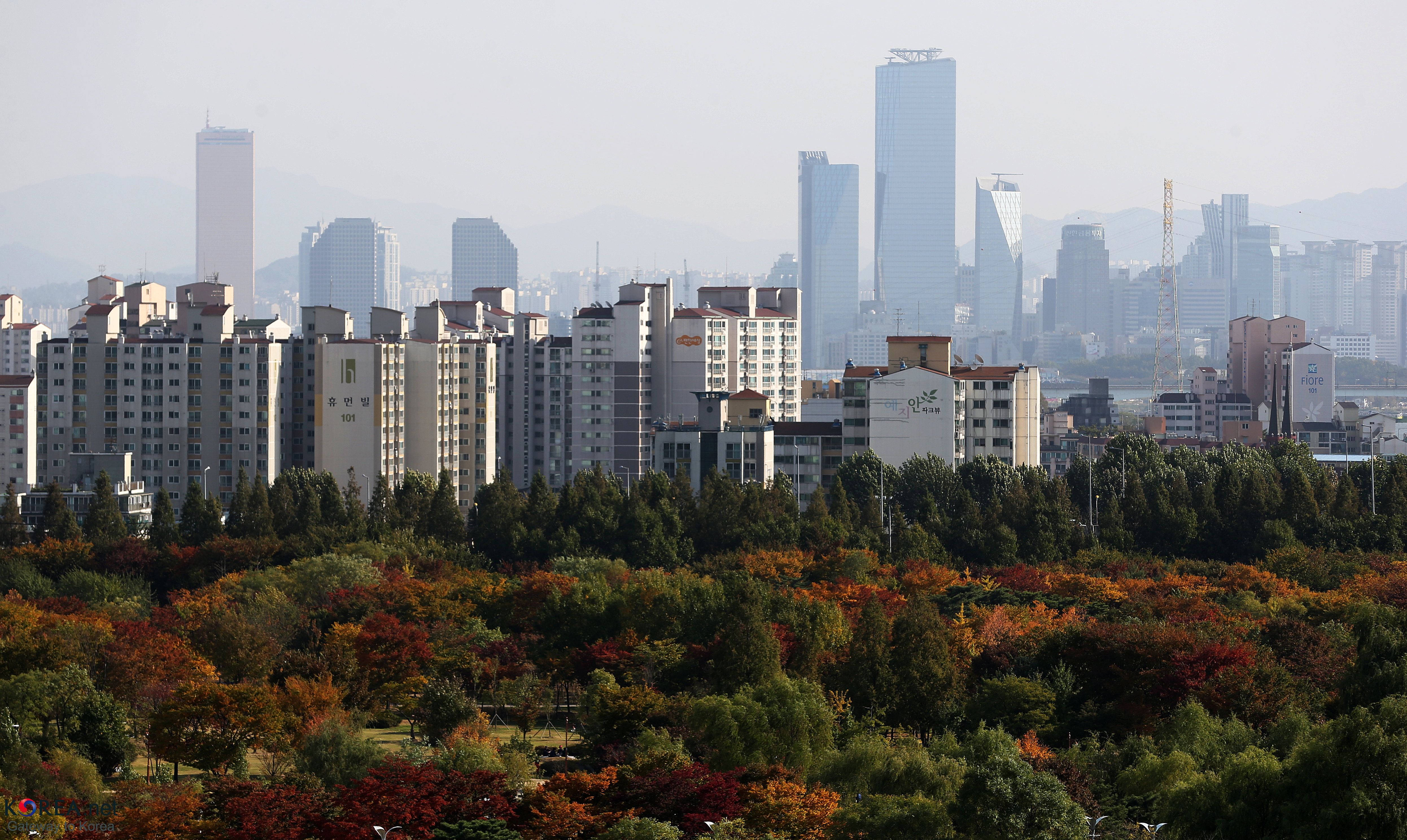
2013년 10월 24일에 촬영한 여의도
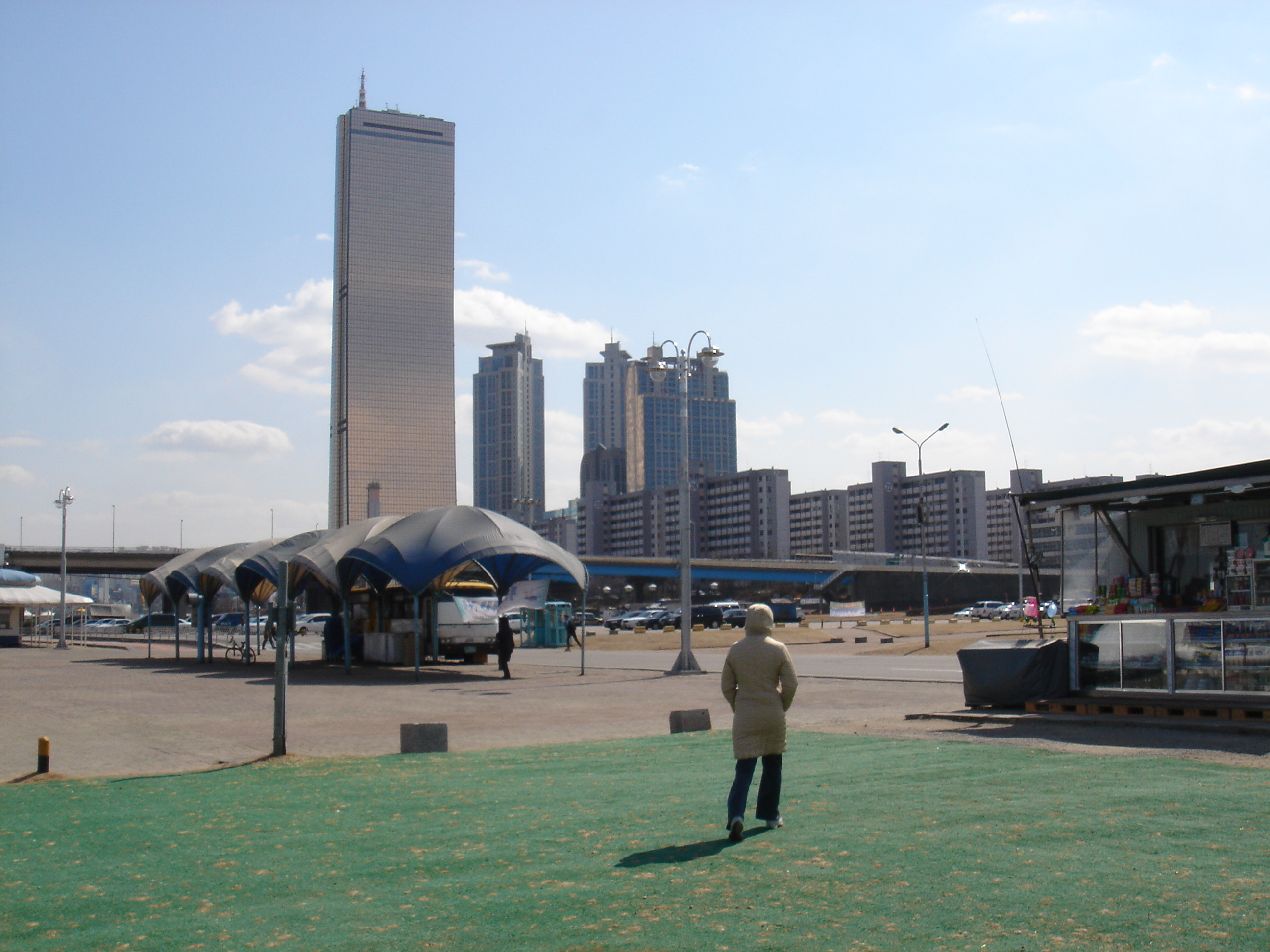
여의도 63빌딩
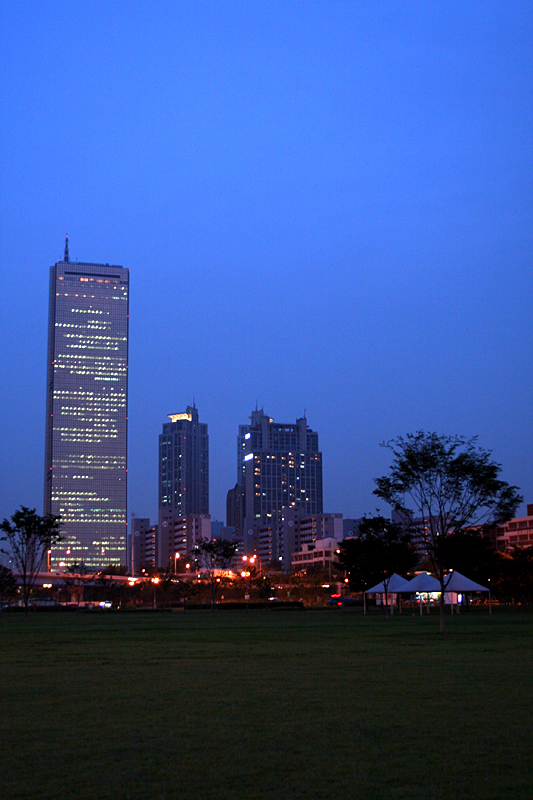
63빌딩 야경
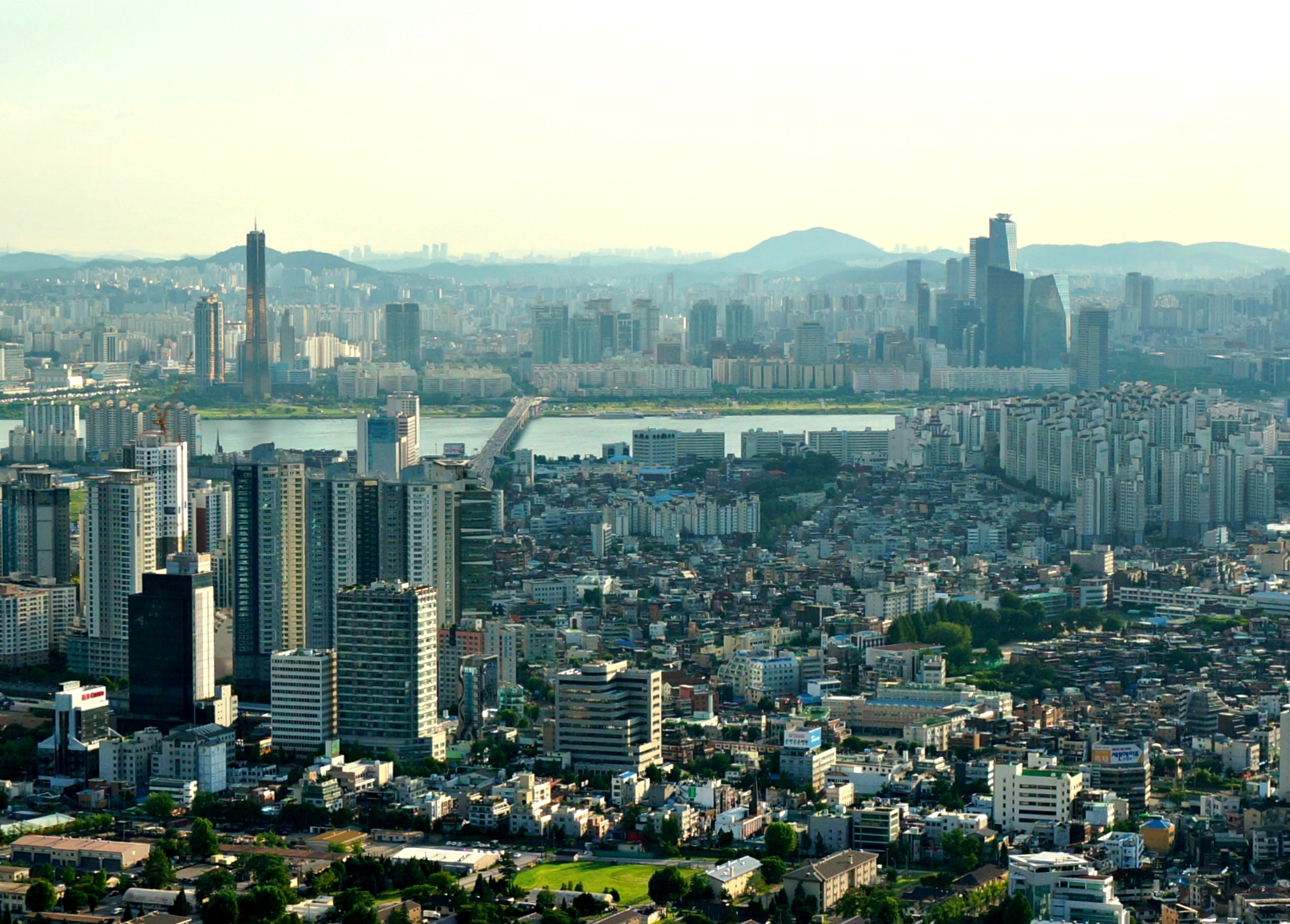
여의도에 위치한 63빌딩과 서울국제금융센터
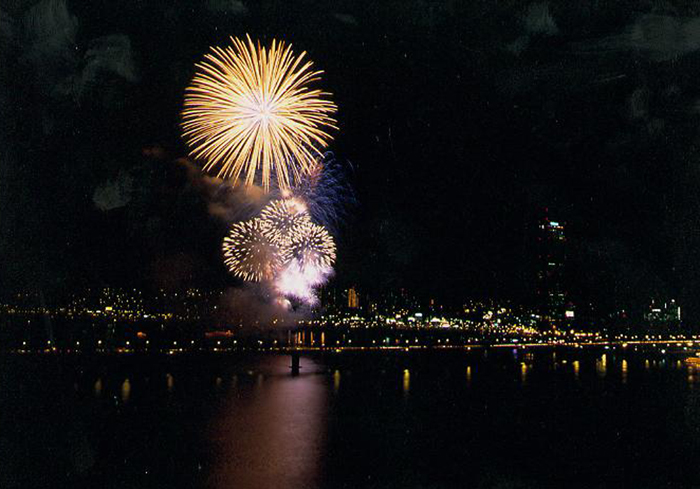
2001년 3월 2일 서울세계불꽃축제
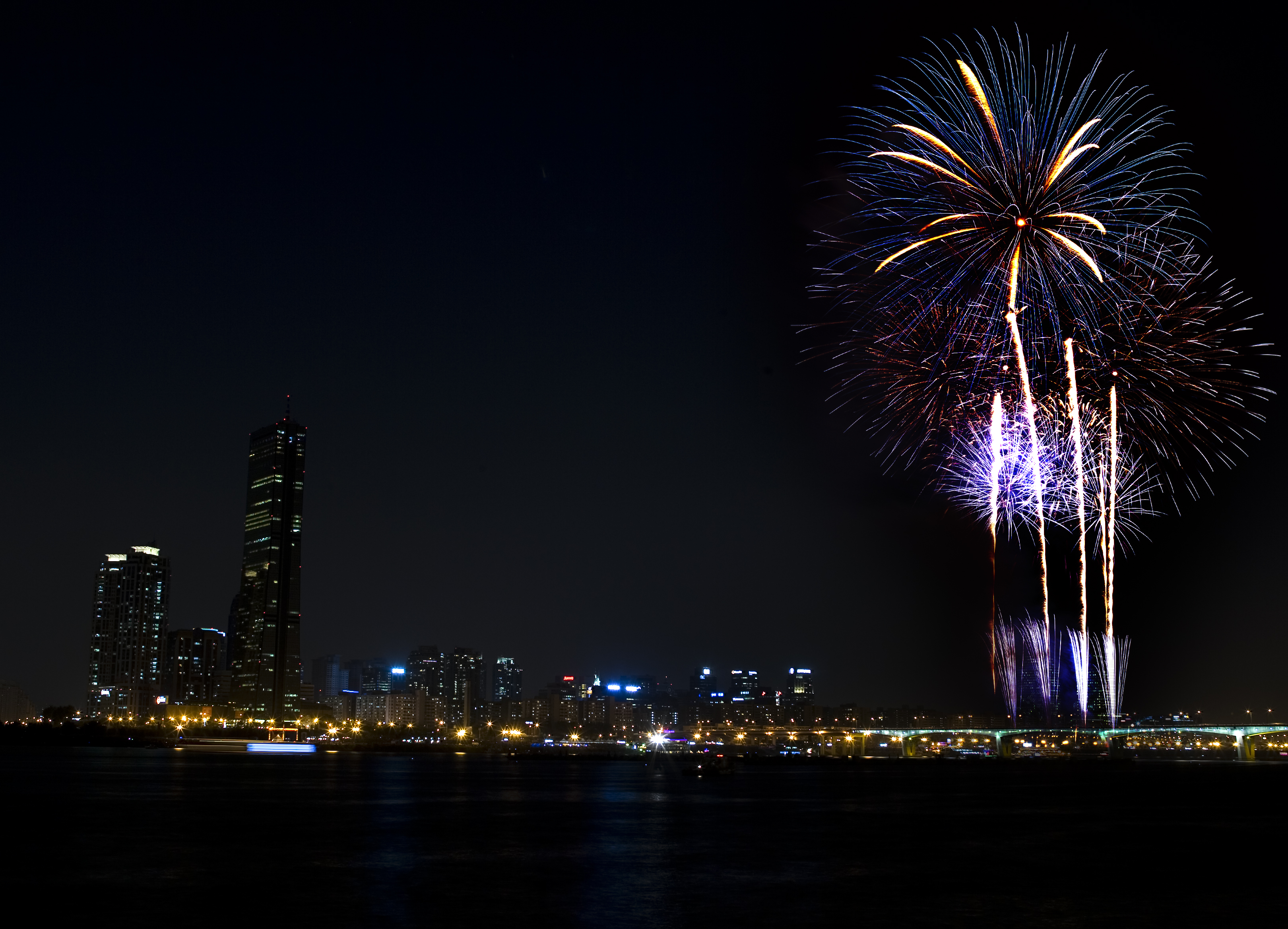
2007년 10월 13일 서울세계불꽃축제
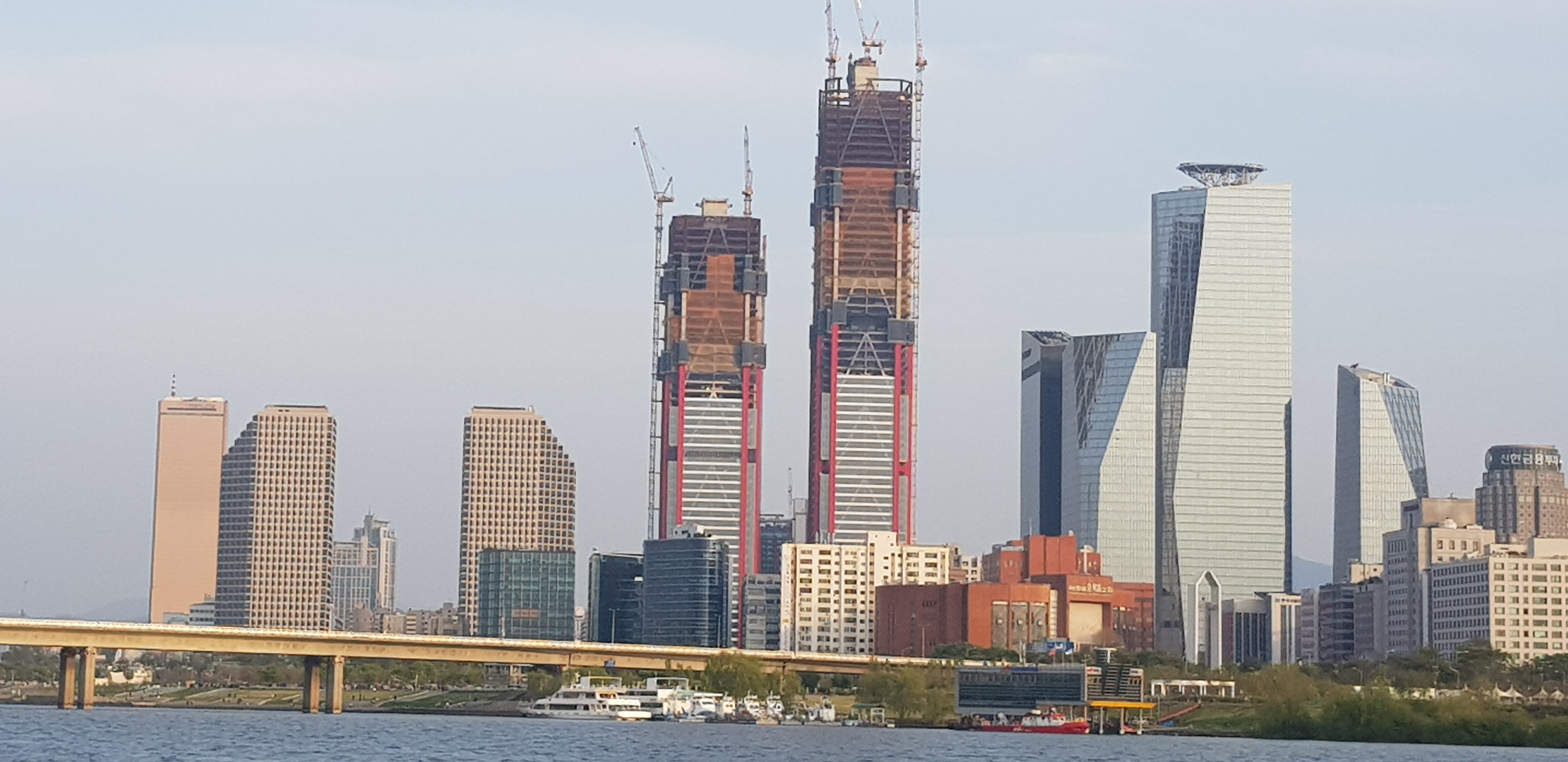
여의도의 마천루들 (왼쪽부터 63빌딩, LG 트윈타워, 파크원 타워, 서울국제금융센터)
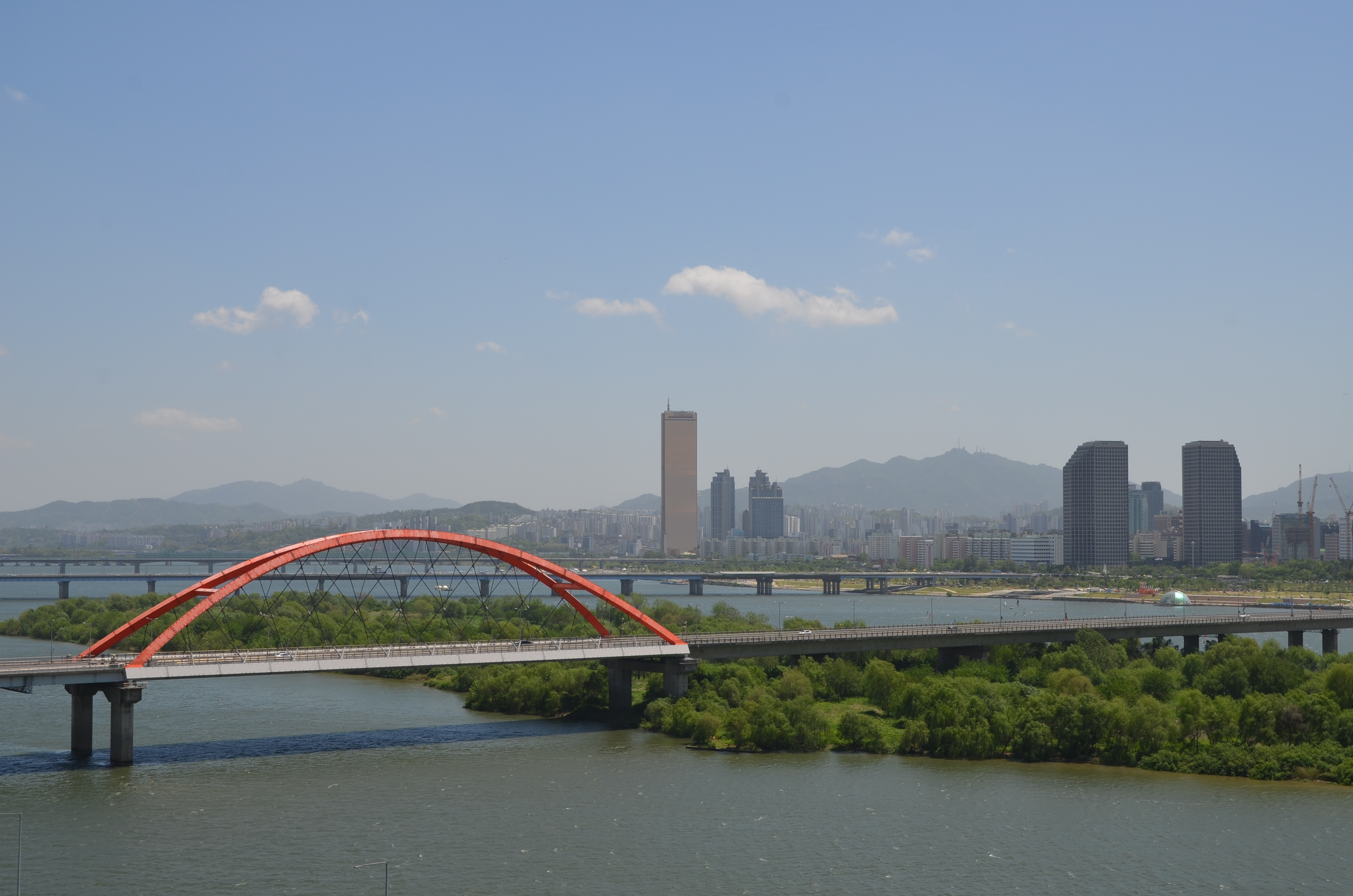
63빌딩과 LG트윈타워
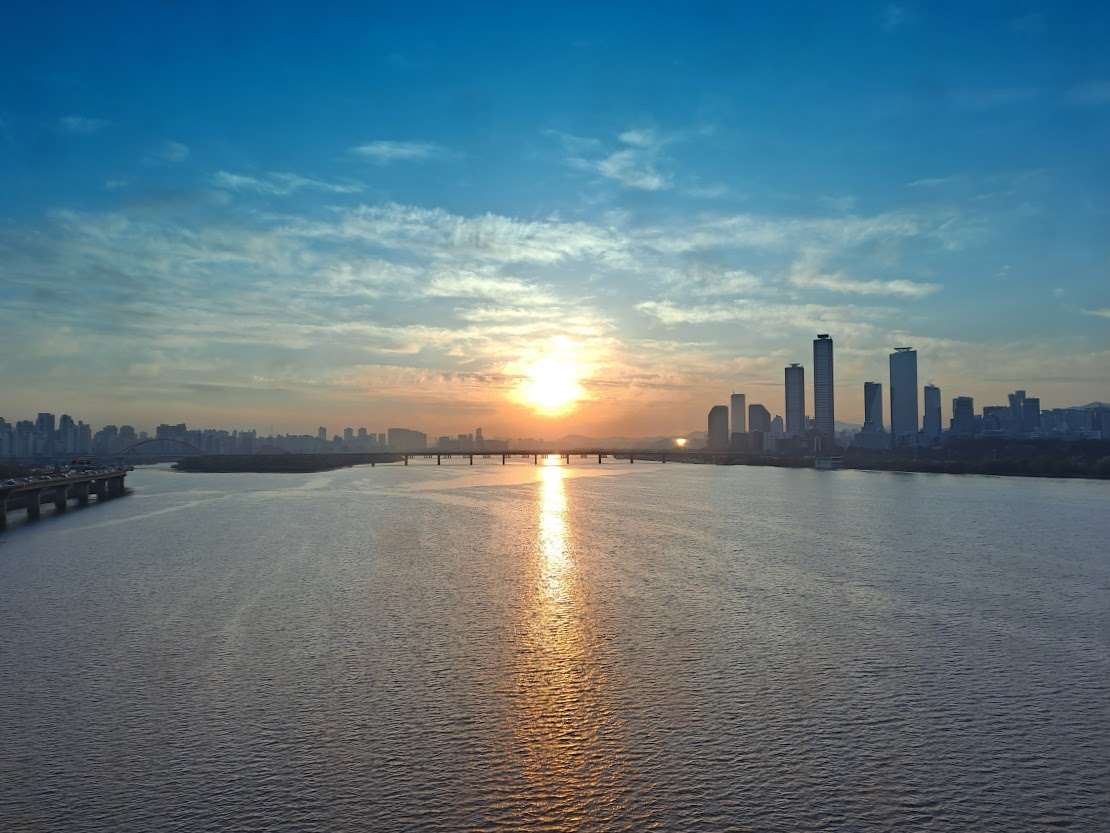
63빌딩과 LG트윈타워
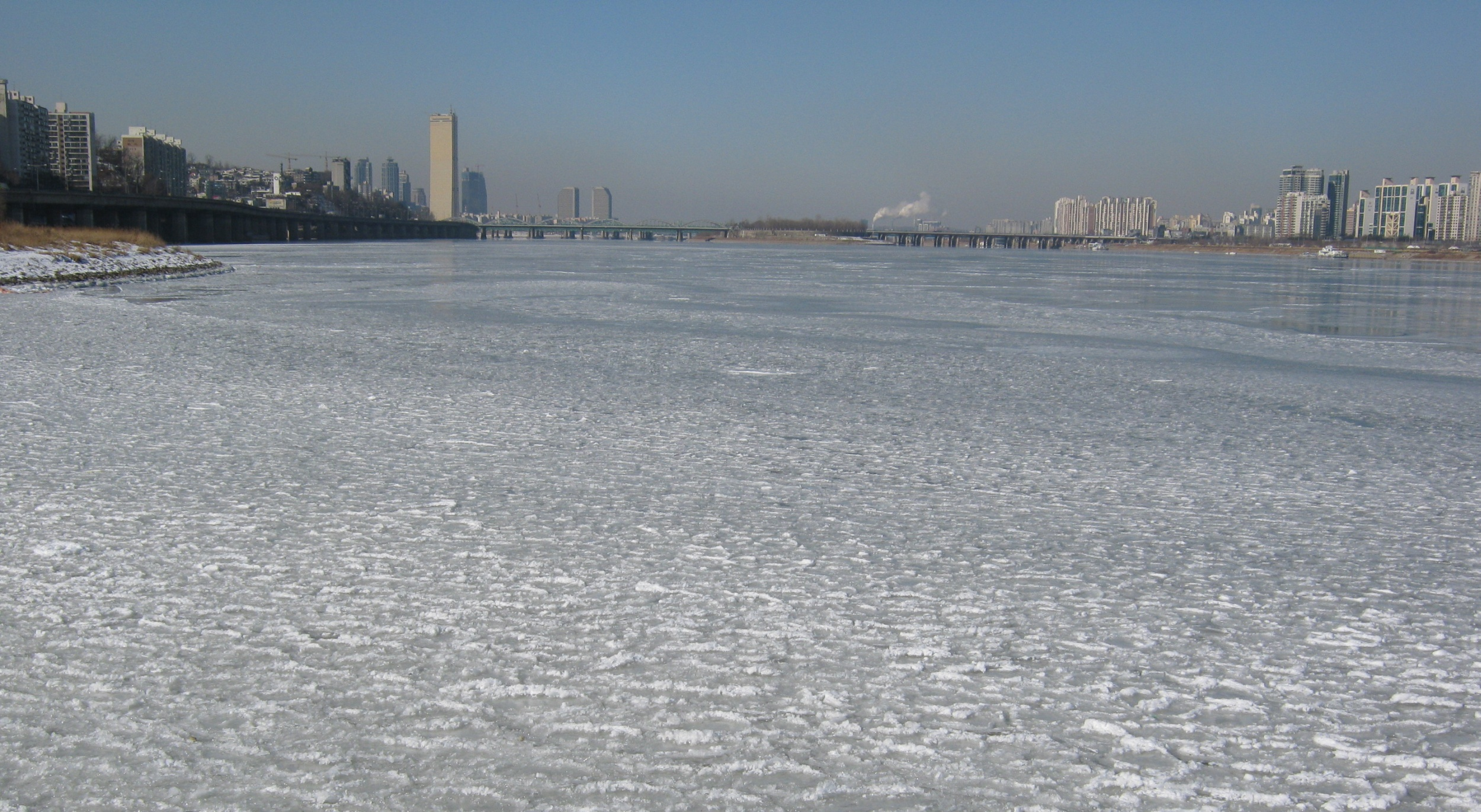
63빌딩과 LG트윈타워
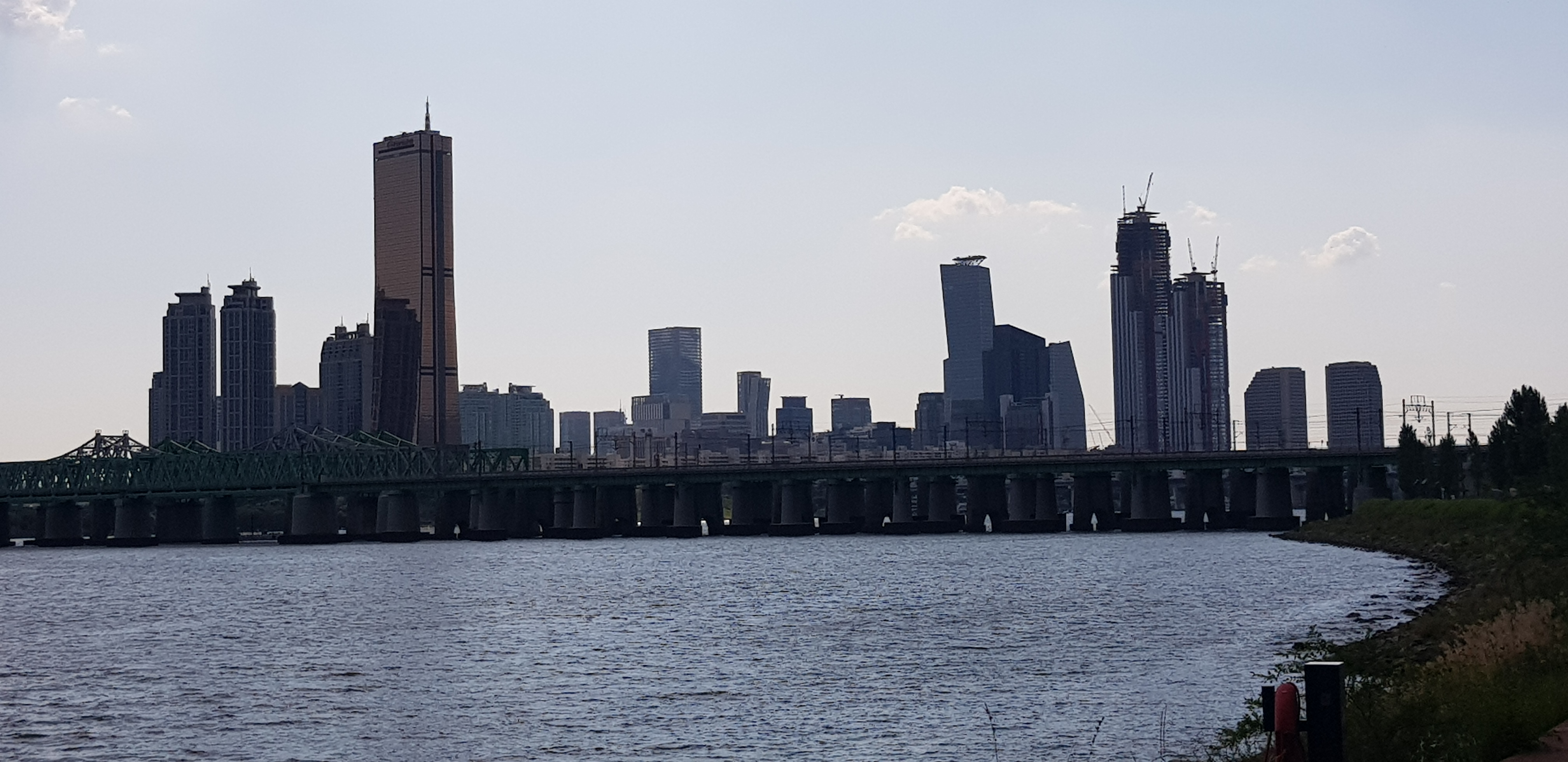
한강철교와 함께 바라본 모습
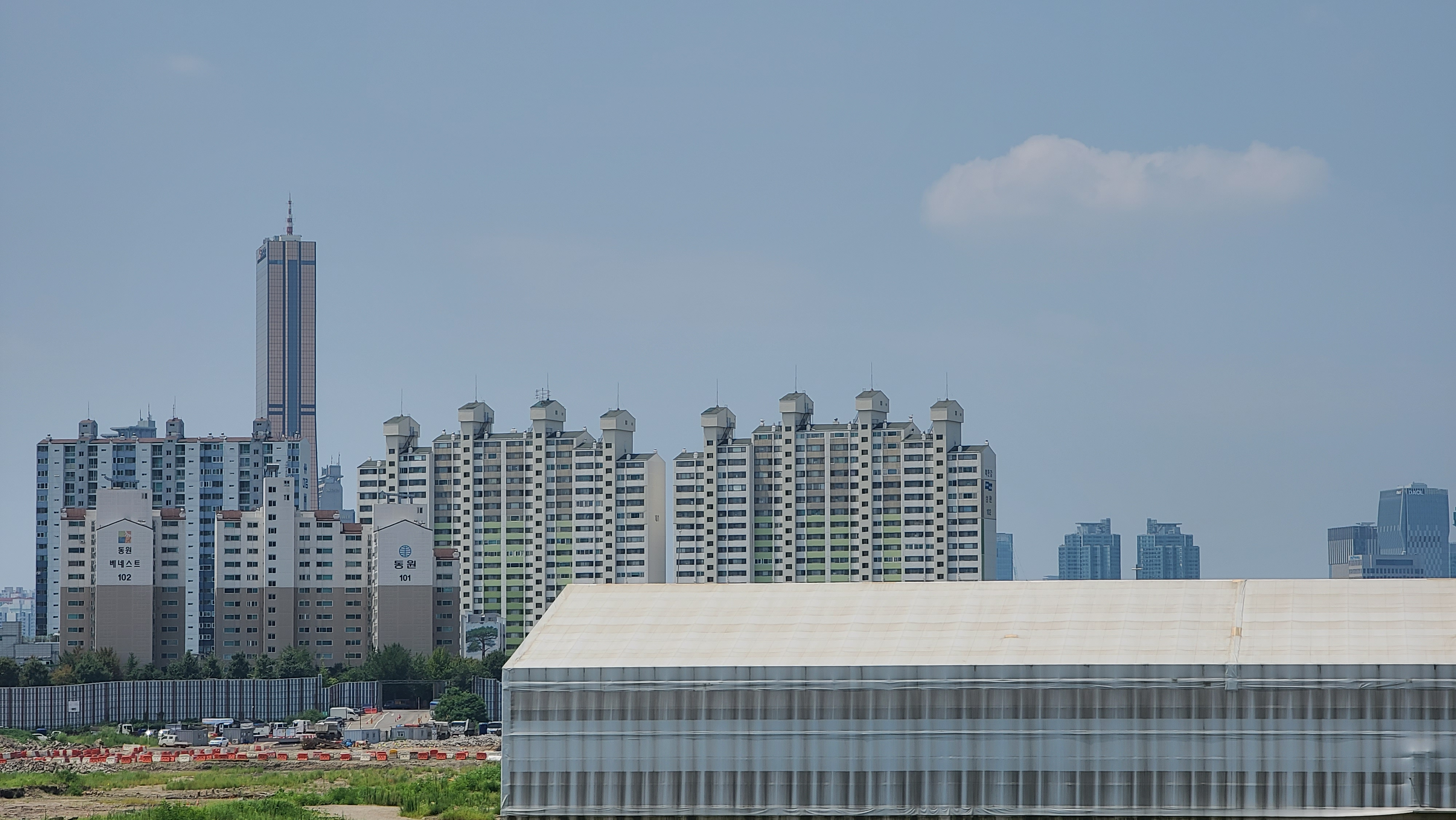
용산역에서 본 모습
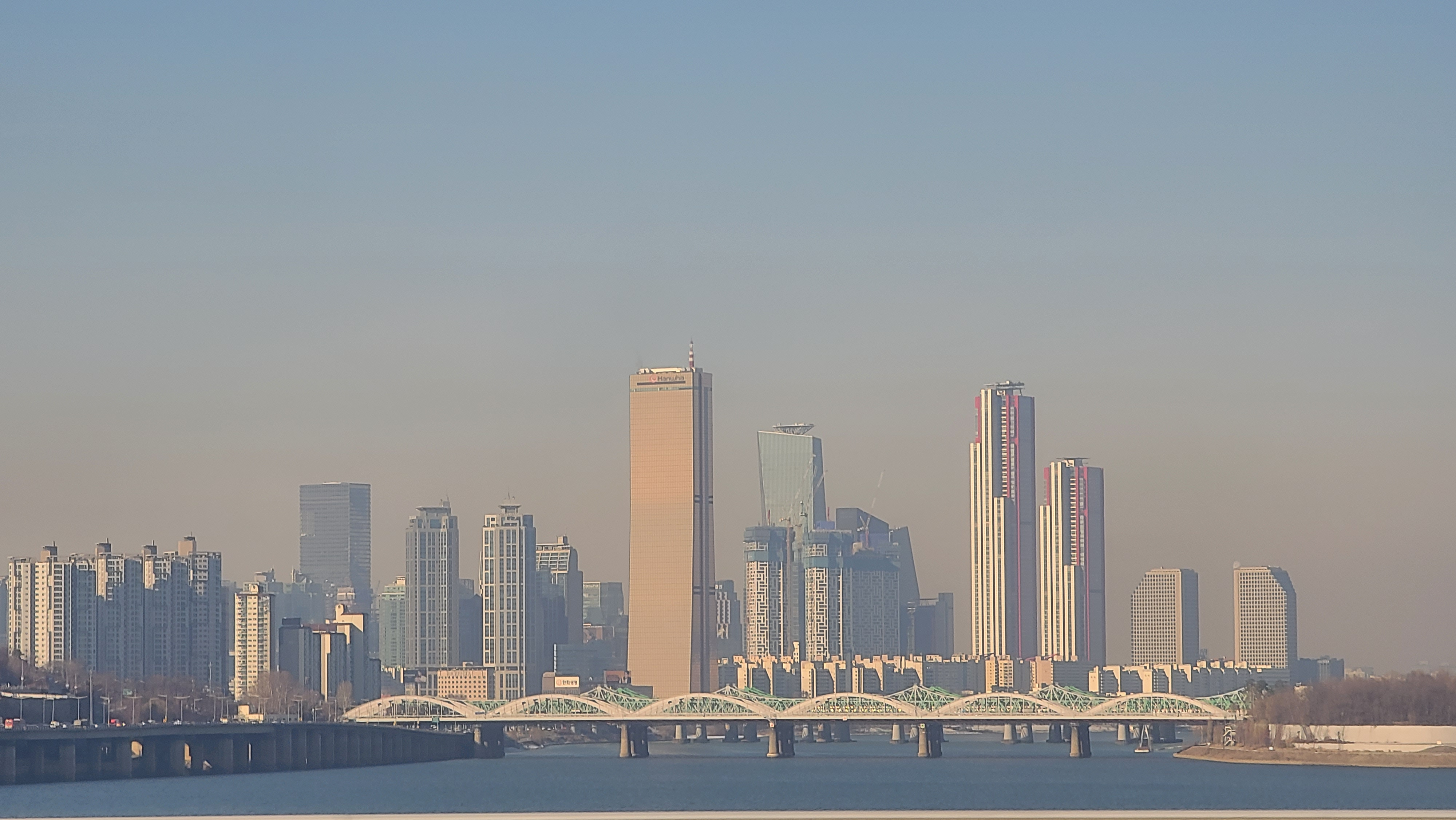
2022년 동작대교에서 본 모습
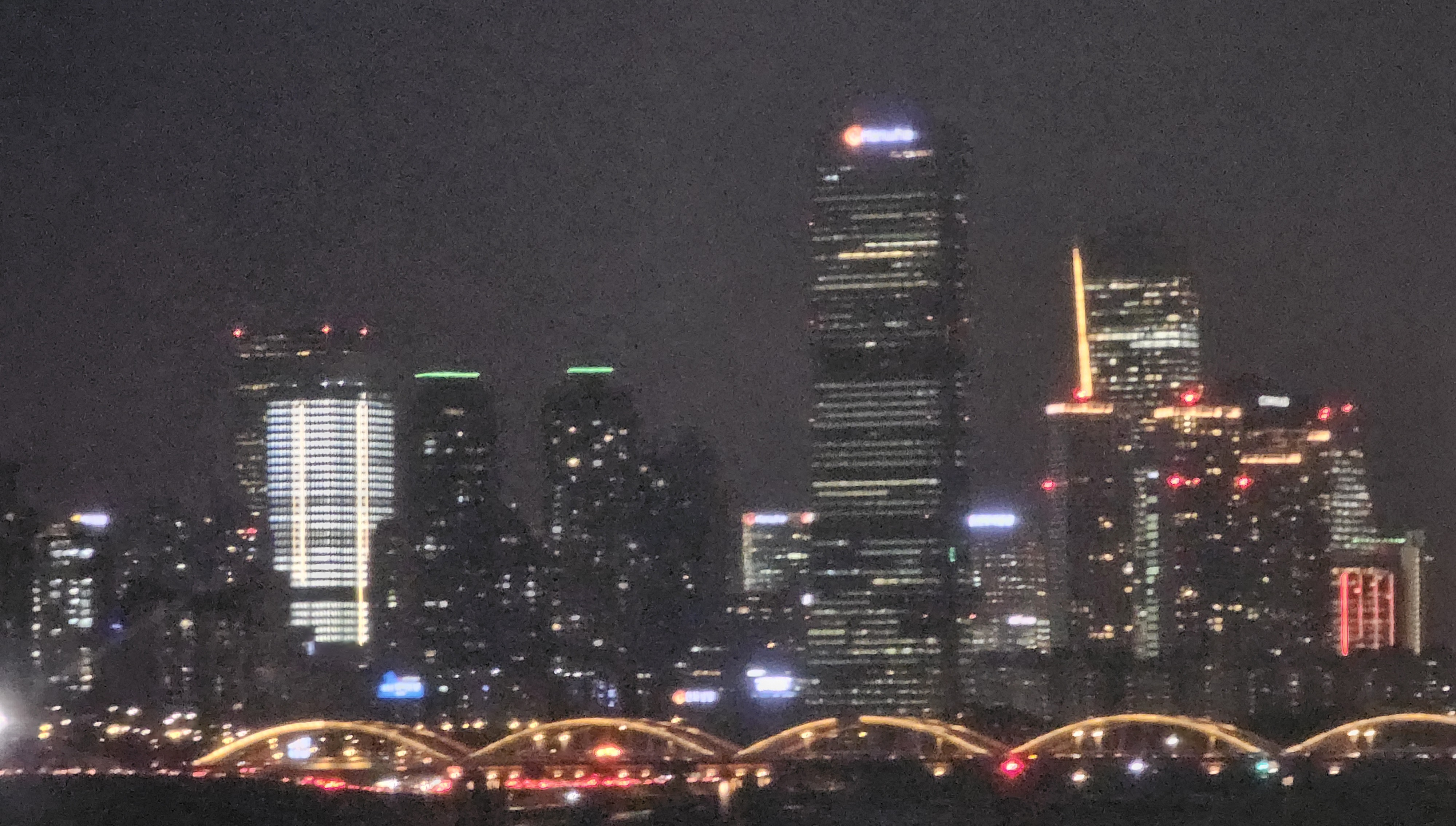
2024년 동작대교에서 본 야경
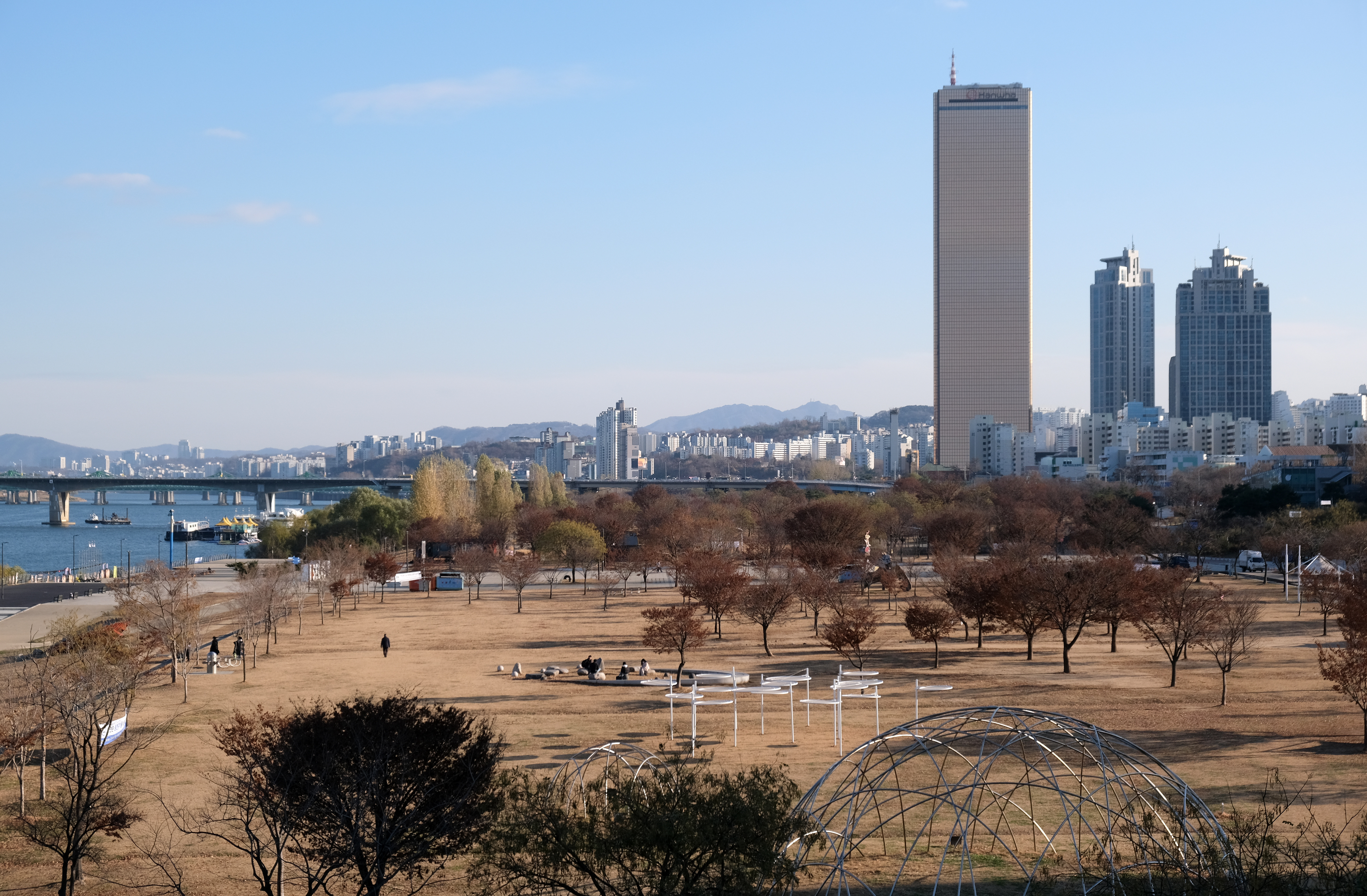
2022년 마포대교에서 바라본 여의도공원
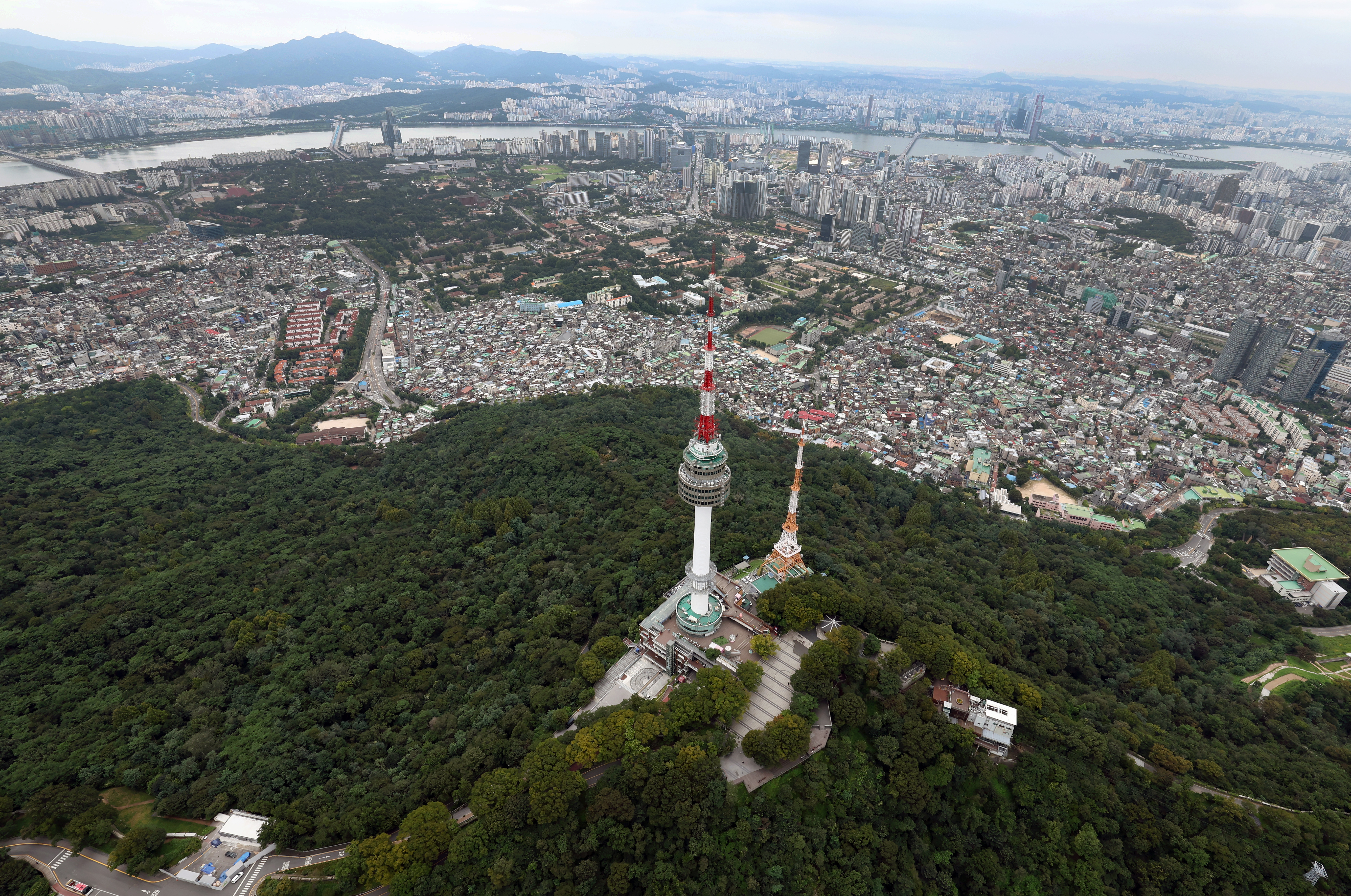
63빌딩

### 파노라마

2022년 마포대교에서 바라본 여의도공원 파노라마 사진.

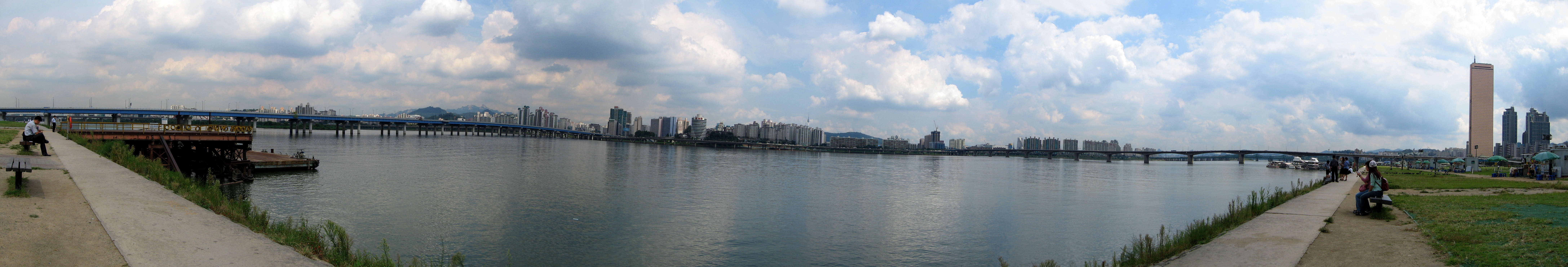
한강의 파노라마 사진.

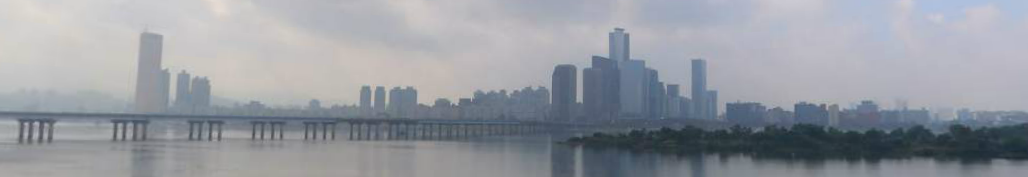
서울특별시 영등포구 여의도의 파노라마 사진.

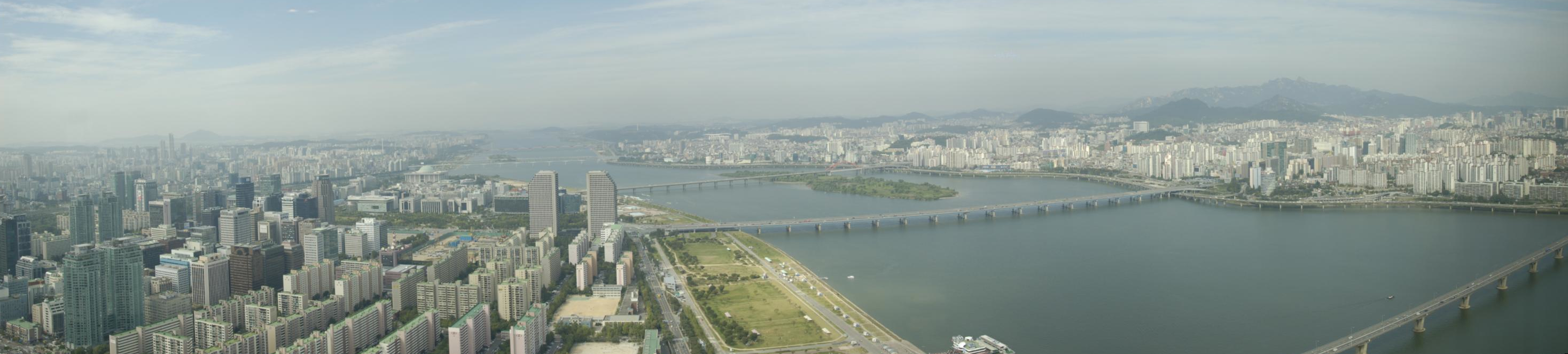
63빌딩에서 본 여의도의 파노라마 사진.

## 교통

### 지하철
- ● 수도권 전철 5호선 - 여의나루역, 여의도역
- ● 서울 지하철 9호선 - 샛강역, 여의도역

### 버스
- 간선버스: 261번
- 지선버스: 5534, 5633, 7611번

## 같이 보기
- 여의도
- 삼일빌딩
- 마천루 목록
- 아시아의 마천루 목록
- 대한민국의 마천루 목록
- 서울특별시의 마천루 목록
- 한화생명보험
- 한화손해보험
- 한화투자증권
- 한화자산운용
- 63로

## 주해
가. ^  지상 67층짜리 마천루 4개 동으로 구성되어있으나, 실제 높이는 237m로 63시티보다 12m가 낮다.
나. ^  두 번째는 2014년 개관한 인천광역시에 위치한 동북아무역타워이고 첫 번째는 롯데월드타워이다.
다. ^  2층~56층까지는 오피스라 일반인이 들어올 일은 없다고 볼 수 있다.
라. ^  당시 방송을 캡쳐한 부분이다. 
마. ^  44층은 빠져 있다. 즉 43층의 위층은 45층이다. 단, 4층은 존재한다. 이는 동양권에서 금기시되는(4자 금기 참조) '44'를 뺐다고 볼 수 있다. 비슷한 건물로 홍콩에 위치한 IFC홍콩이 대표적이다.(14층, 24층, 44층 누락)
바. ^  이 때문에 실질적으로는 지상 60층이 맞으나, IFC 홍콩(413m, 88층)도 14층, 24층, 44층이 빠져 실질적 층수는 85층이나 지상 88층으로 인정되었다는 점에서 지상 60층(혹은 62층), 지하 3층으로 봐야한다는 주장도 있다.
사. ^  현재 지금은 옥상에는 없다.